# Château de Fontaine-Henry
Pour les articles homonymes, voir Château de Fontaine.
Le château de Fontaine-Henry est une demeure qui se dresse sur le territoire de la commune française de Fontaine-Henry dans le département du Calvados, en région Normandie. L'édifice est classé au titre des monuments historiques.
Tel un château de la Loire égaré en Normandie, l'édifice d'origine médiévale est rendu célèbre pour ses façades marquées principalement par les styles style Louis XII et Renaissance. De par ses hautes toitures à la française culminant jusqu'à près de 15 mètres de haut sur le « Gros pavillon » quadrangulaire, l'édifice est également considéré comme les plus hauts toits de France.

## Localisation
Le château est situé, route de Thaon, au sud-est du bourg de Fontaine-Henry, près de l'église, dans le département français du Calvados.

## Historique
Le château de Fontaine-Henry est un domaine familial qui a traversé le temps en accumulant savoirs et objets. Cela a été rendu possible car le château n'a jamais été vendu et s'est transmis de génération en génération depuis environ dix siècles.
Possédant tour à tour le domaine par voie d’héritage, plusieurs noms s'y sont succédé. Parmi eux, la famille d'Harcourt qui était une famille très puissante et proche du roi, de même que la famille Cornulier qui a apporté des souvenirs de la Révolution ou encore la famille d'Oilliamson qui est l'actuelle propriétaire du château… Proche de Bayeux, le domaine doit son nom à Henry de Tilly, fils d'un grand sénéchal de Normandie, qui prend part à la huitième croisade. Sur l'emplacement d'une première forteresse du début du XIe siècle, la famille de Tilly fait édifier entre 1200 et 1220 un nouvel édifice. De cette époque subsistent notamment la chapelle et des salles voûtées qui formaient autrefois le rez-de-chaussée du logis seigneurial, témoignant encore aujourd'hui de toute l’ampleur du château au cours du Moyen Âge classique.
La branche ainée des Tilly transmet ses terres à la famille d'Harcourt lorsque Jeanne de Tilly épouse en 1374 Philippe d'Harcourt. Elle lui laisse alors en dot plusieurs seigneuries dont Fontaine-Henry.
C’est la famille d’Harcourt qui entreprend de reconstruire le château après la guerre de Cent Ans. Conservant le domaine durant cinq générations, les travaux s'étalent entre la fin du XVe siècle et les années 1560 sur pratiquement un siècle, lui conférant son aspect actuel. Fontaine-Henry devient alors une demeure de prestige et acquiert cette harmonie très inédite qui en fait un chef-d'œuvre des styles style Louis XII et Renaissance, à l'instar des hôtels d'Escoville et de Than à Caen[réf. à confirmer].
Plus tard, une Harcourt porte la seigneurie en dot chez les Morais, dont l'un des descendants épouse Françoise de Sévigné et est le beau-fils de la célèbre épistolière.
Jusqu’au XVIIIe siècle, la route de Thaon continue de passer par sa cour, via une porte monumentale située au sud et nommée Gloria laus (« gloire et louanges »). C'est à partir de ce point de vue que les façades de dentelles de pierre et « les plus hauts de France » ont été conçues pour impressionner le visiteur et ce, bien que son emplacement se soit retrouvé, avec le temps, au centre du parc, à la suite des modifications postérieures de l'ensemble du domaine.
Au cours du XIXe siècle, Henry de Carbonnel, marquis de Canisy, hérite de Fontaine-Henry. C'est à cette époque qu'est entreprise la réalisation du bâtiment abritant encore la galerie et la salle à manger, tandis que la globalité des jardins sont transformés en un parc à l'anglaise.
L'ensemble revient à sa fille adoptive, la marquise de Cornulier, dont la petite fille épouse le comte Pierre d'Oilliamson. Au début du XXe siècle, ils entreprennent une restauration discrète du château.
L'actuel châtelain, le marquis Pierre-Apollinaire d'Oilliamson, a ouvert largement son domaine au tourisme afin de mettre en valeur le patrimoine historique et artistique du domaine. Dans cette optique, le marquis invite les visiteurs à se replonger dans 800 ans d'histoire avec un programme estivale d'animations baptisé Les enchantées.

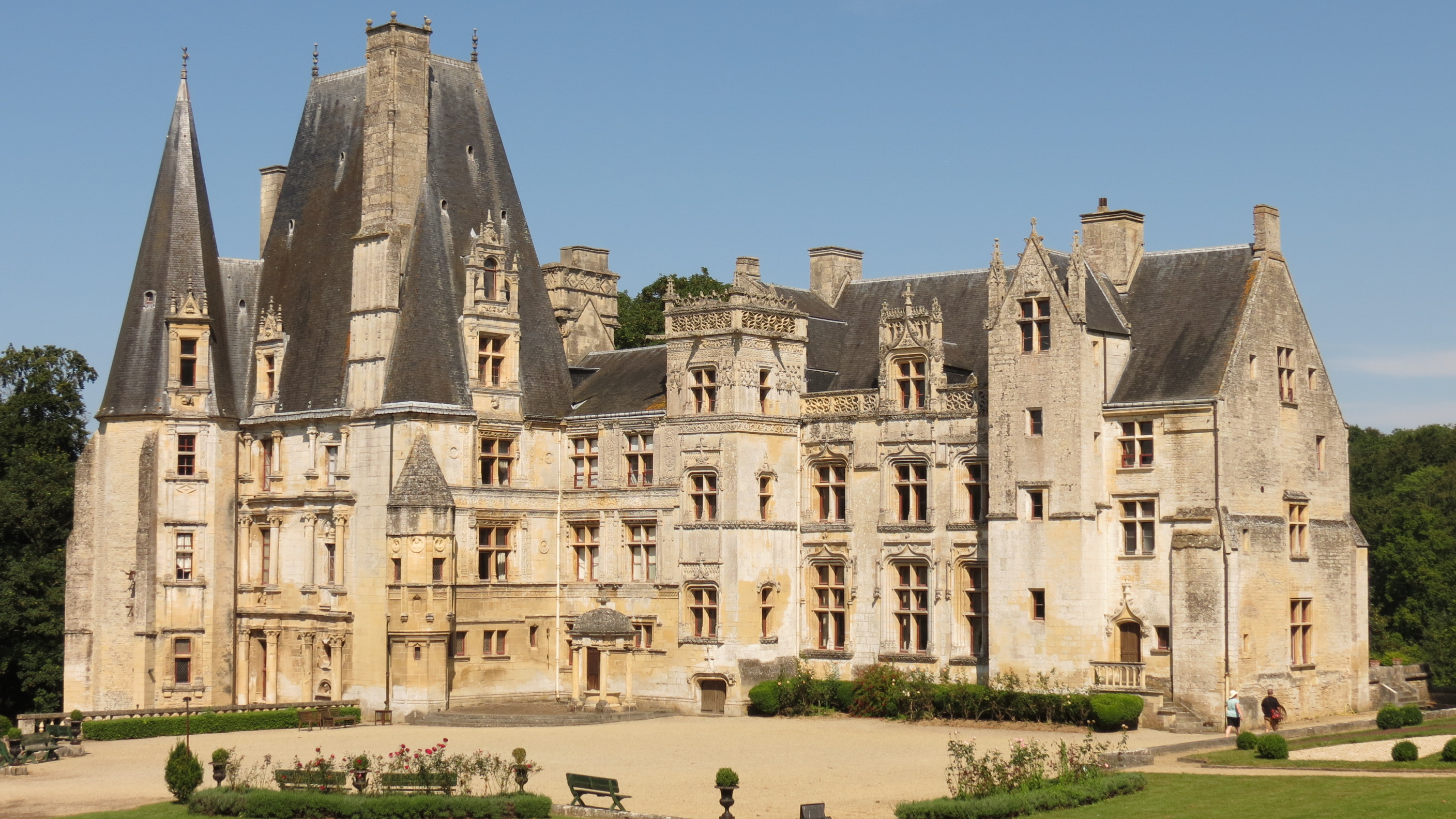
La façade principale du corps de logis du château (1500-1537)[3].
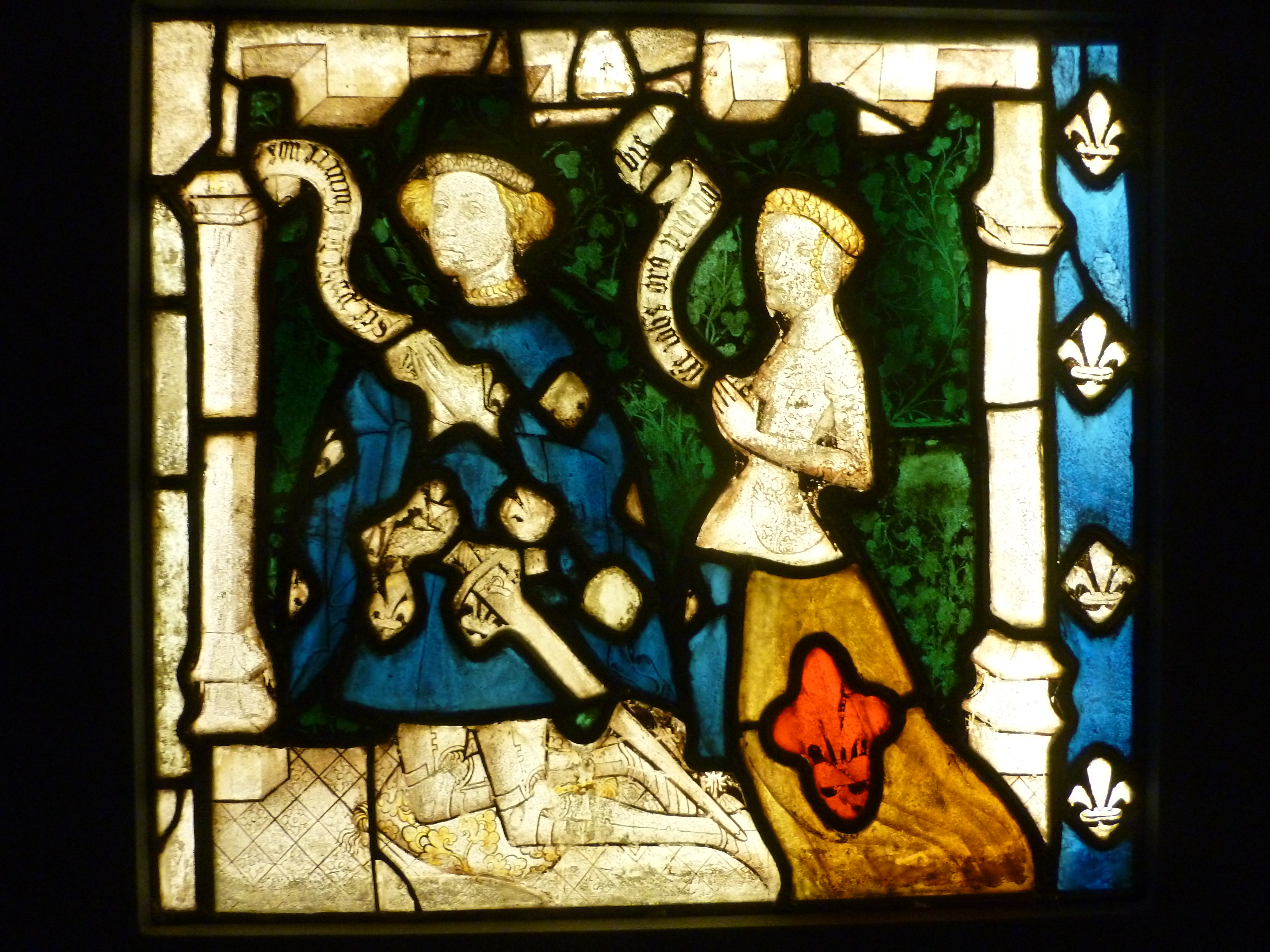
Jeanne de Tilly et Jean de Saint-Gilles, son époux, représentés sur un vitrail de Gauthier de Campes, provenant de l'église de Betton en Ille-et-Vilaine (musée de Cluny, début du XVIe siècle).

## Le château
C'est en scrutant l'ensemble des maçonneries et en comparant les devis et les plans des XVIIIe et XIXe siècles, que Bertrand Jestaz a tenté de reconstituer les différentes étapes de construction de cette accumulation de corps de logis. Ces conclusions furent reprises par Jean-Pierre Babelon.
Depuis le sobre gothique de la chapelle et du Vieux Logis jusqu'au décor de style Louis XII puis Renaissance du Gros Pavillon, il est évident que, de père en fils, les d’Harcourt, qui le possédèrent de 1400 à 1575, eurent tous à cœur d'être en accord avec l'art de leur temps.
Bien que restée inachevée, leur demeure reste l'un des plus précieux témoignages de l'évolution du goût normand de Charles VIII à Henri II.

### Le Moyen Âge «classique» (XIe–XIIIesiècles): la forteresse

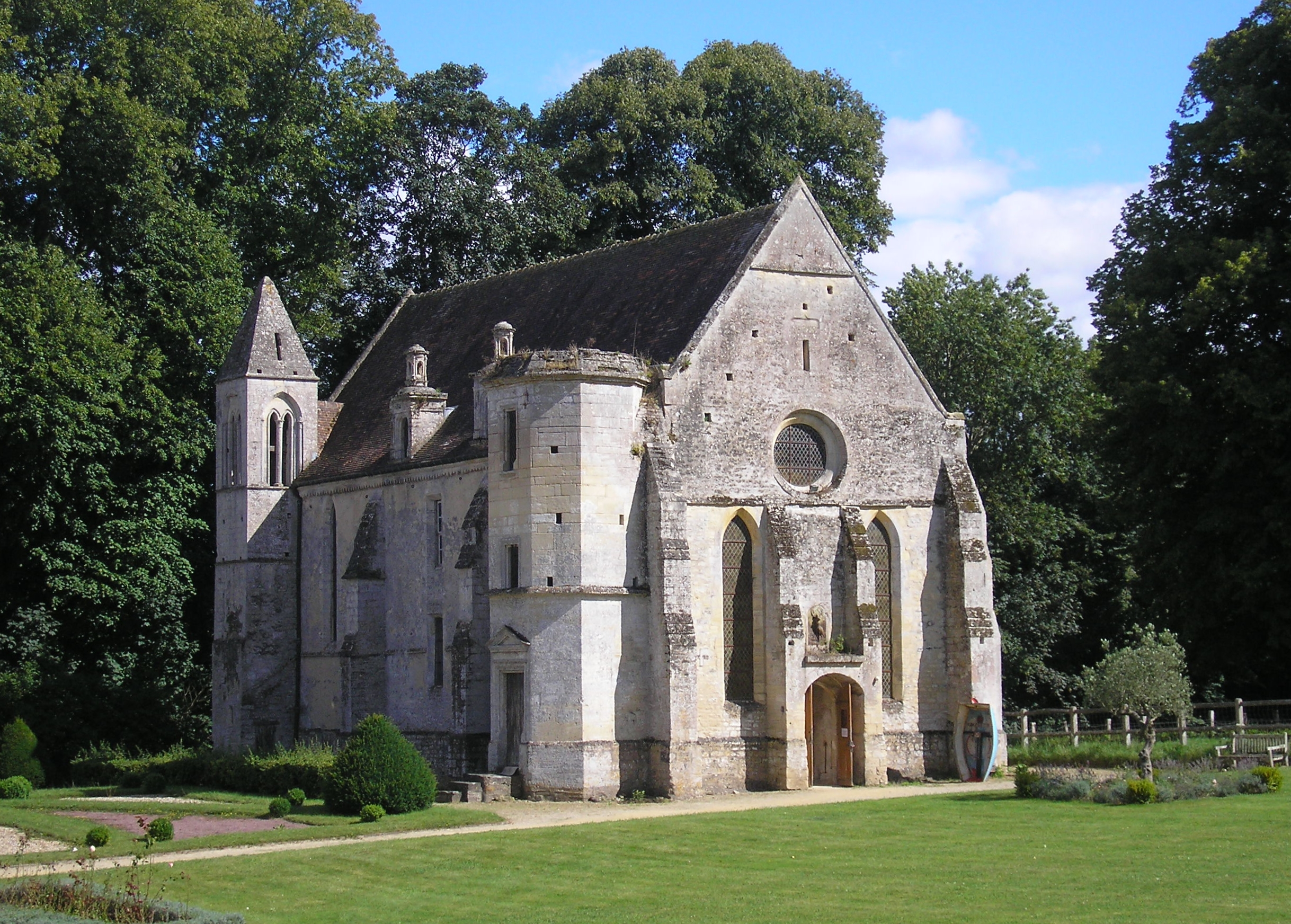
La chapelle romane voûtée d'ogives au XIIIe siècle, avant d'être compartimentée au milieu du XVIe siècle.
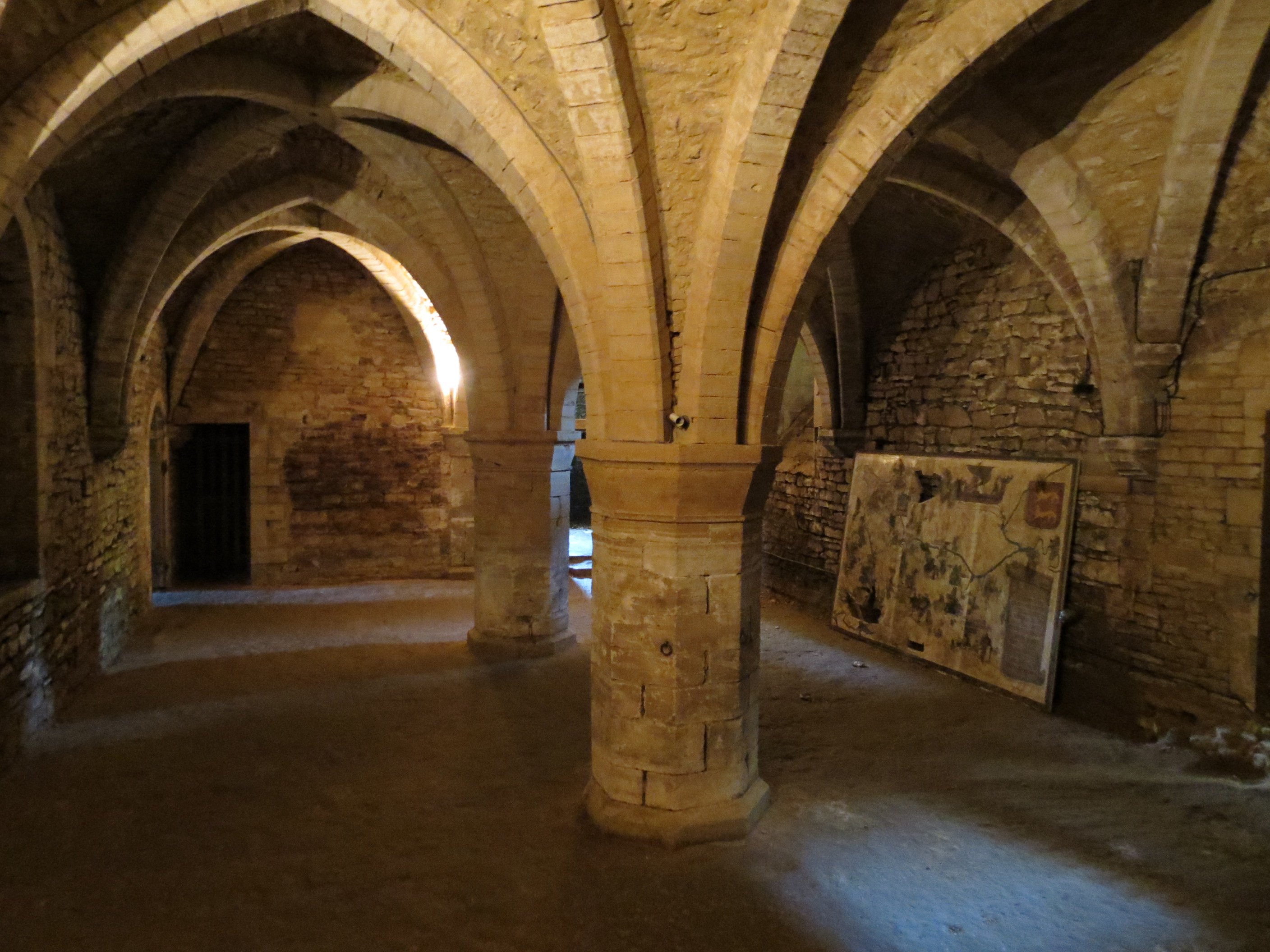
Les croisées des voûtes sont encore marquées par le style gothique primitif (début du XIIIe siècle).
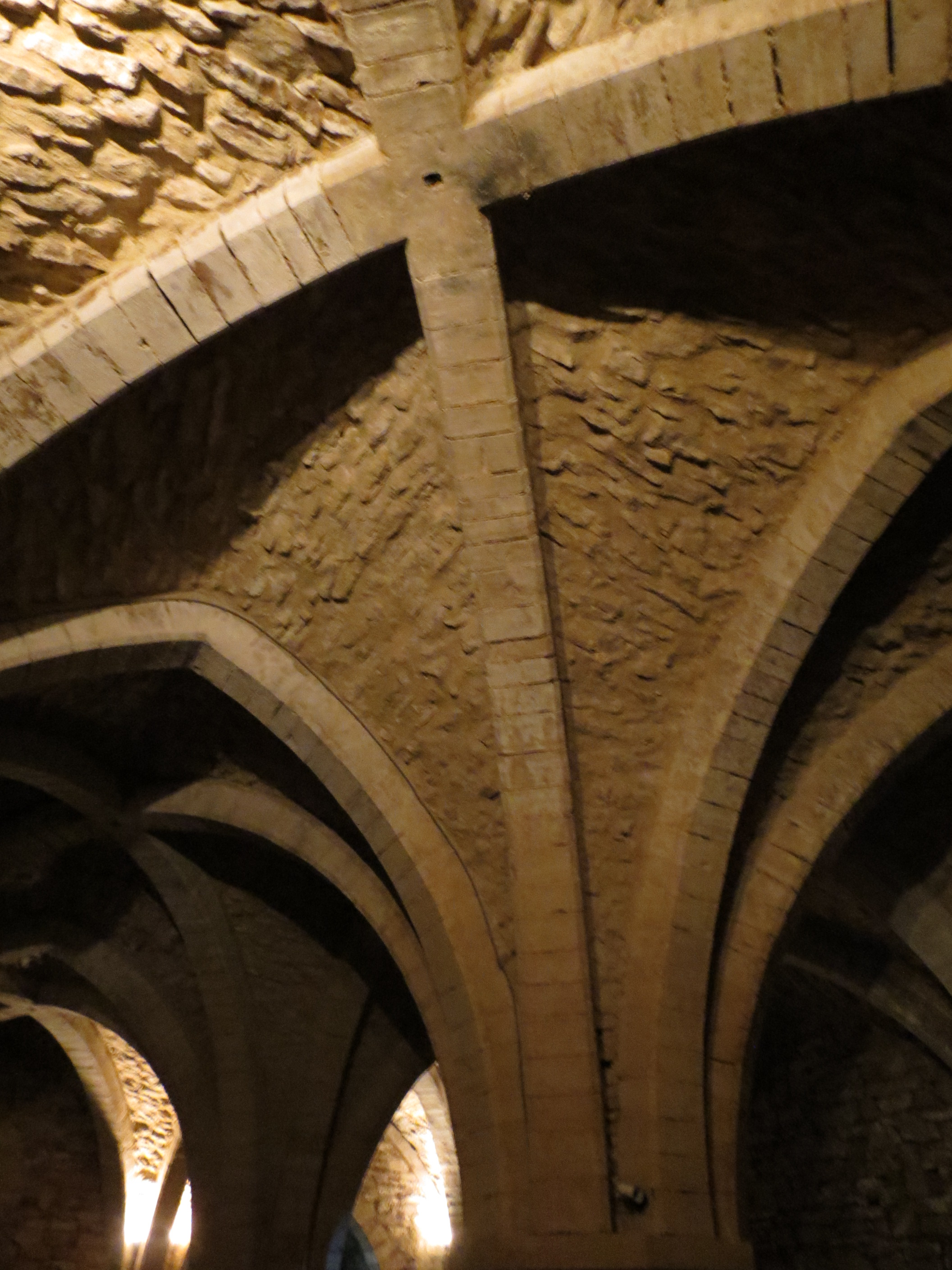
Voûtes quadripartites (début du XIIIe siècle).
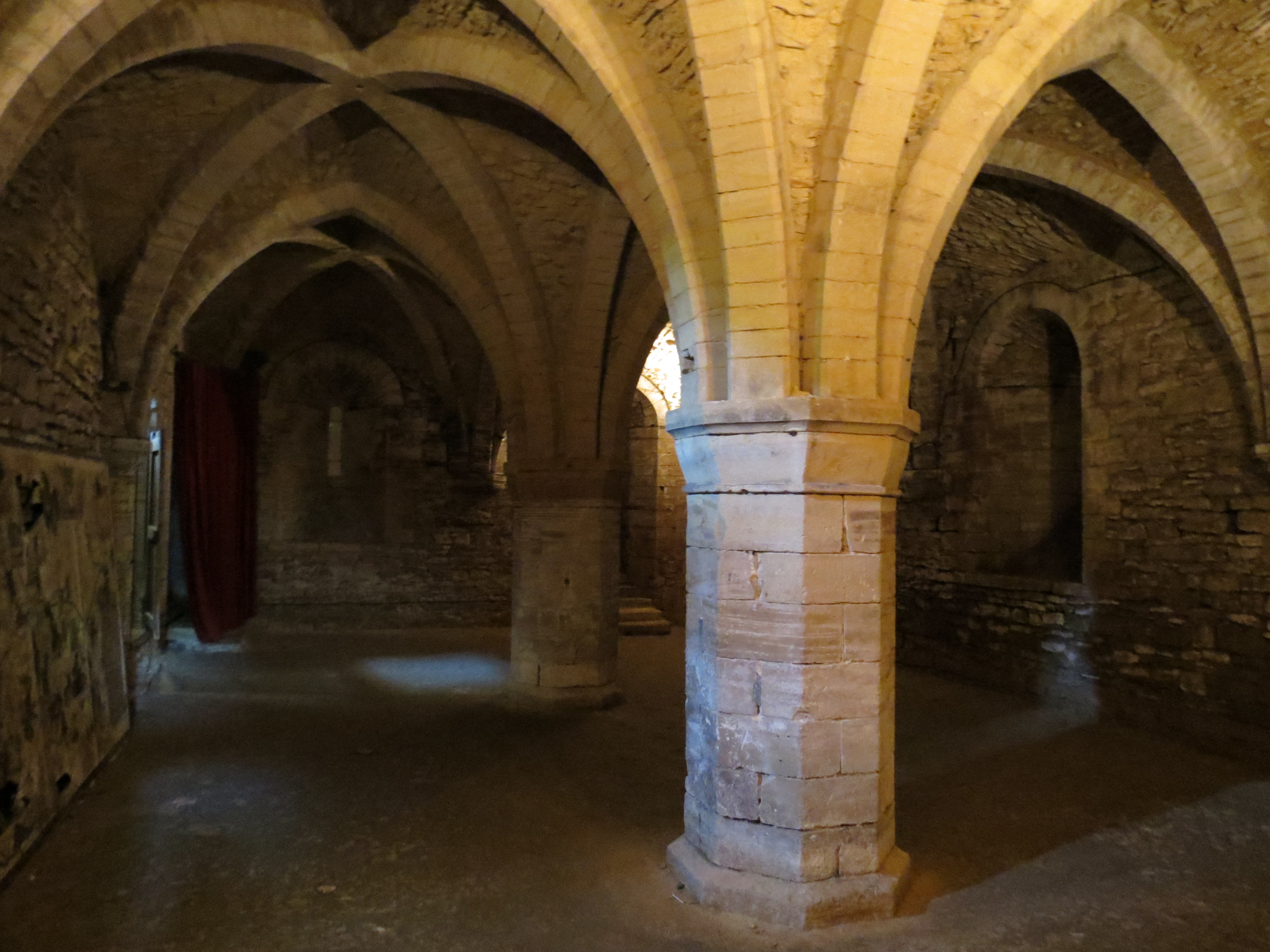
Les croisées des voûtes sont encore marquées par le style gothique primitif (début du XIIIe siècle).
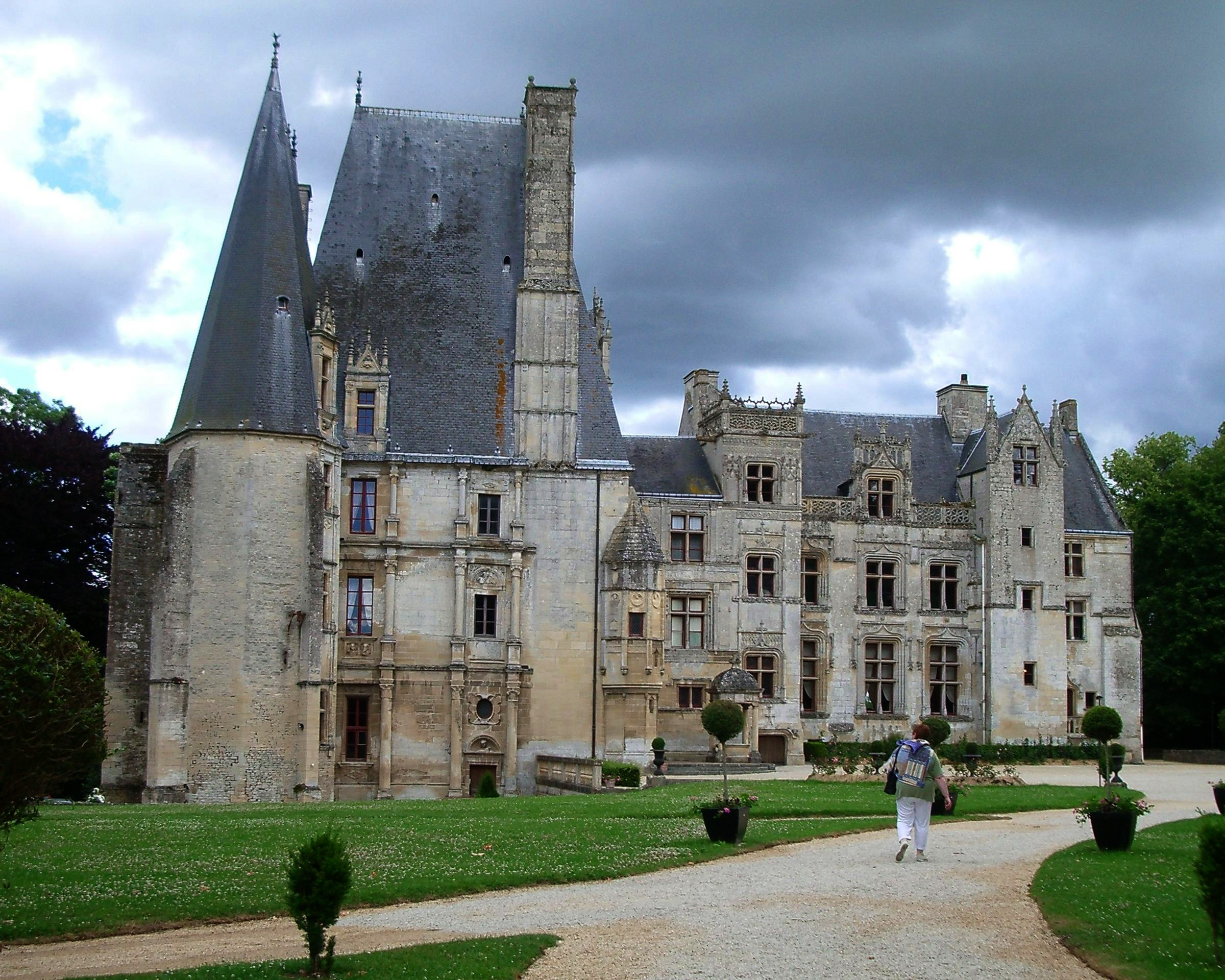
L'une des deux tours du châtelet primitif, englobée dans le Gros Pavillon au XVIe siècle.

Sur l'emplacement d'une première forteresse du début du XIe siècle, deux puissantes familles anglo-normandes, la famille de Tilly et la famille d’Harcourt, érigent à partir du tout début du XIIIe siècle un château selon le même dispositif qu'au château ducal de Caen. Il se compose alors d'un vaste ensemble de trois bâtiments : les appartements seigneuriaux ou logis seigneurial (en latin camera), la Grande-Salle ou salle de réception (désignée dans certains textes latins antérieurs au XIIe siècle par le terme aula, mais les textes en ancien français la désignent comme la grant salle) et la chapelle (en latin capella).
Au nord-est de l'édifice actuel, planté dans la déclivité qui s'amorce vers le vallon, on imagine une importante masse fortifiée qui pourrait être un donjon. La cour qui précédait la façade de cet édifice était autrefois close par de hauts murs crénelés flanqués de puissantes tours percées de meurtrières connectées à un chemin de ronde. Suivant une disposition déjà observée à Caen et qui se développera au XIVe siècle, ces courtines montaient presque jusqu'au sommet des tours, permettant ainsi une meilleure circulation des défenseurs. Tournée vers le nord, l'entrée de la forteresse était défendue par un puissant châtelet encadré par deux hautes tours polygonales, qui seront englobées dès le XVIe siècle dans le gros pavillon quadrangulaire. Outre un système d'assommoir et de pont-levis, l'ensemble était clos par un fossé dont il ne reste plus de traces. La chapelle castrale qui se trouve à présent quelque peu isolée dans le parc était vraisemblablement comprise dans l’enceinte.
Malgré toute son ampleur, cette forteresse sera probablement détruite au cours de la guerre de Cent Ans.
De cette époque nous sont parvenus des segments de voûte du XIe siècle, la chapelle encore toute romane réalisée par Henry de Tilly (voûtée d'ogives au XIIIe siècle et modifiée en partie au XVIe siècle) et les caves voûtées en croisée d'ogives des XIIe et XIIIe siècles qui formaient autrefois le rez-de-chaussée du logis seigneurial. Par leur sobriété, ces éléments se rattachent au style gothique classique (1180-1230), alors contemporain de la cathédrale de Chartres et de Bourges, reflétant par là même le soin apporté à l'esthétisme de la bâtisse.

### Le Bas Moyen Âge (XIVe–XVesiècles): une reprise en main

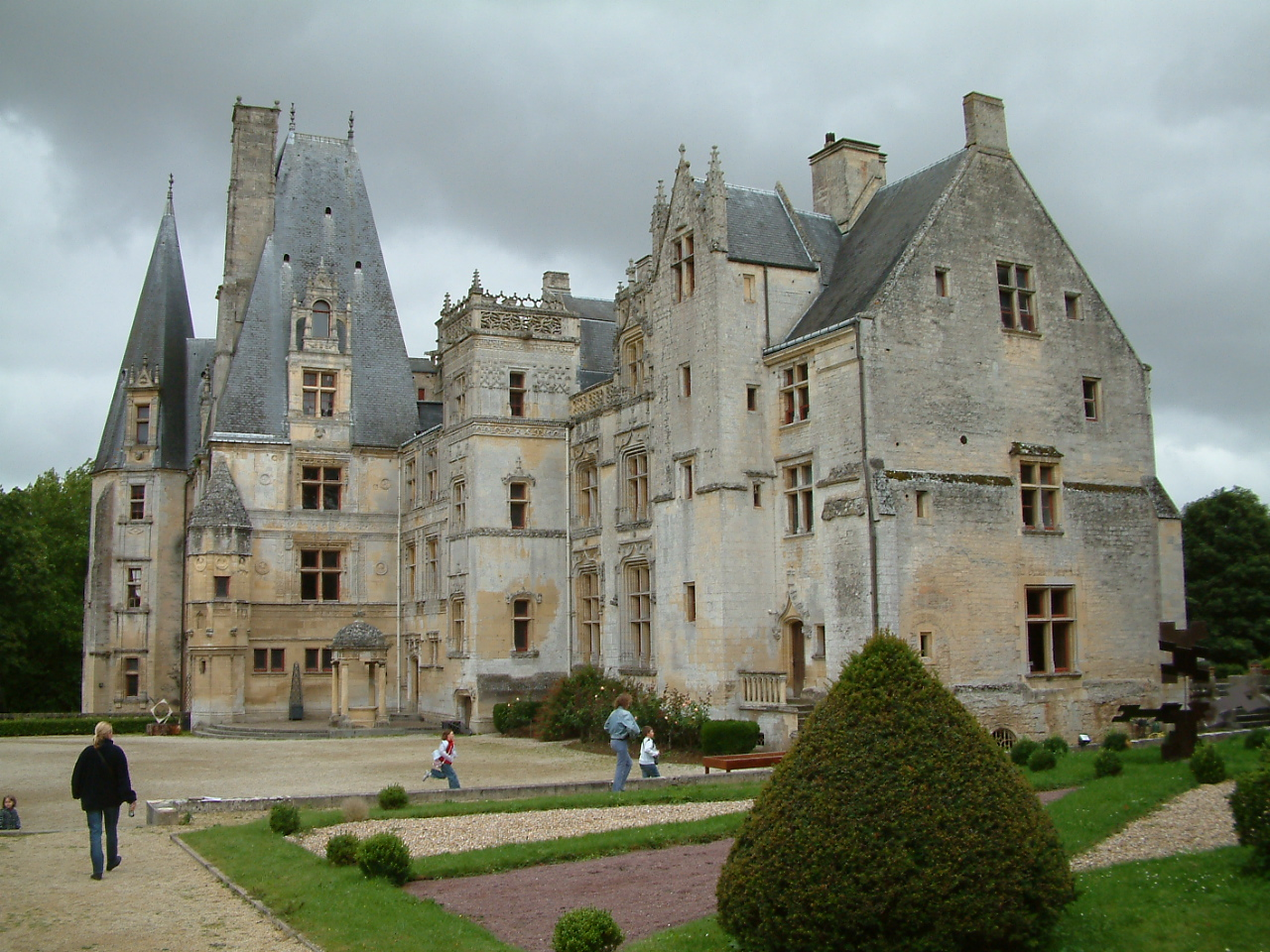
Vue de la maison du fermier réalisé dans un style gothique flamboyant marqué par la sobriété.

Lorsque Jeanne de Tilly épouse Philippe d'Harcourt, en 1374, elle lui apporte en dot plusieurs seigneuries dont celle de Fontaine-Henry. C'est à cette époque qu'est entreprise la reconstruction générale du château médiéval détruit en partie au cours de la guerre de Cent Ans. Ces travaux seront poursuivis par leurs descendants, conférant peu à peu à l'édifice son aspect actuel.
En rompant avec la disposition primitive de la forteresse qui unissait châtelet et corps de logis, on reconstruit, à partir de la fin du XIVe siècle, l'extrémité nord de l'édifice pour en faire l'habitation du fermier. Réalisées dans un style gothique flamboyant très sobre au milieu du XVe siècle, la tourelle d'escalier et la dernière travée de droite du corps central correspondent à cette première phase de travaux.

### Le styleLouisXII(1495-1515/1530): la féerie

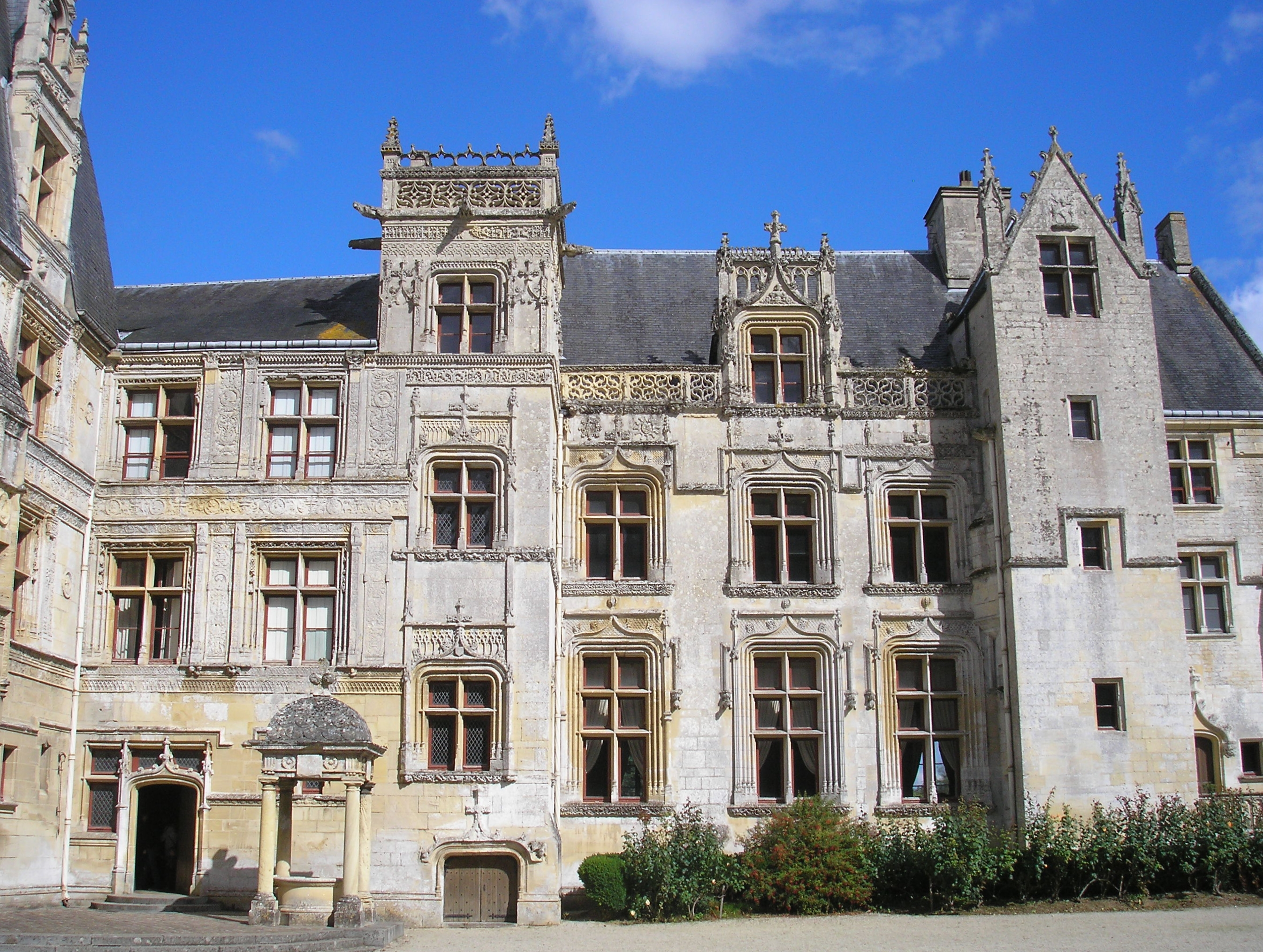
Le logis central de.

En 1497, Jean d'Harcourt, lieutenant au bailliage de Caen, hérite du domaine par son père. Il s'engage alors avec son fils Pierre, baron de Briouze, dans une reconstruction totale du logis seigneurial.
Signe des temps, la façade du nouveau bâtiment est désormais monumentale : passées les décennies de tourmente et les derniers avatars de la guerre de Cent Ans, Fontaine-Henry fait montre de cette volonté nouvelle d'éblouir et de marquer la puissance nobiliaire retrouvée en empruntant au vocabulaire architectural des édifices religieux. Bien que construit, à peu d'années près, dans la continuité de la maison du fermier, la sobriété du style gothique flamboyant de ce premier édifice se voit déjà supplantée par un style de transition entre le gothique et la Première renaissance, situant cette phase de travaux dans le plein essor du style Louis XII (1495-1515/1530).

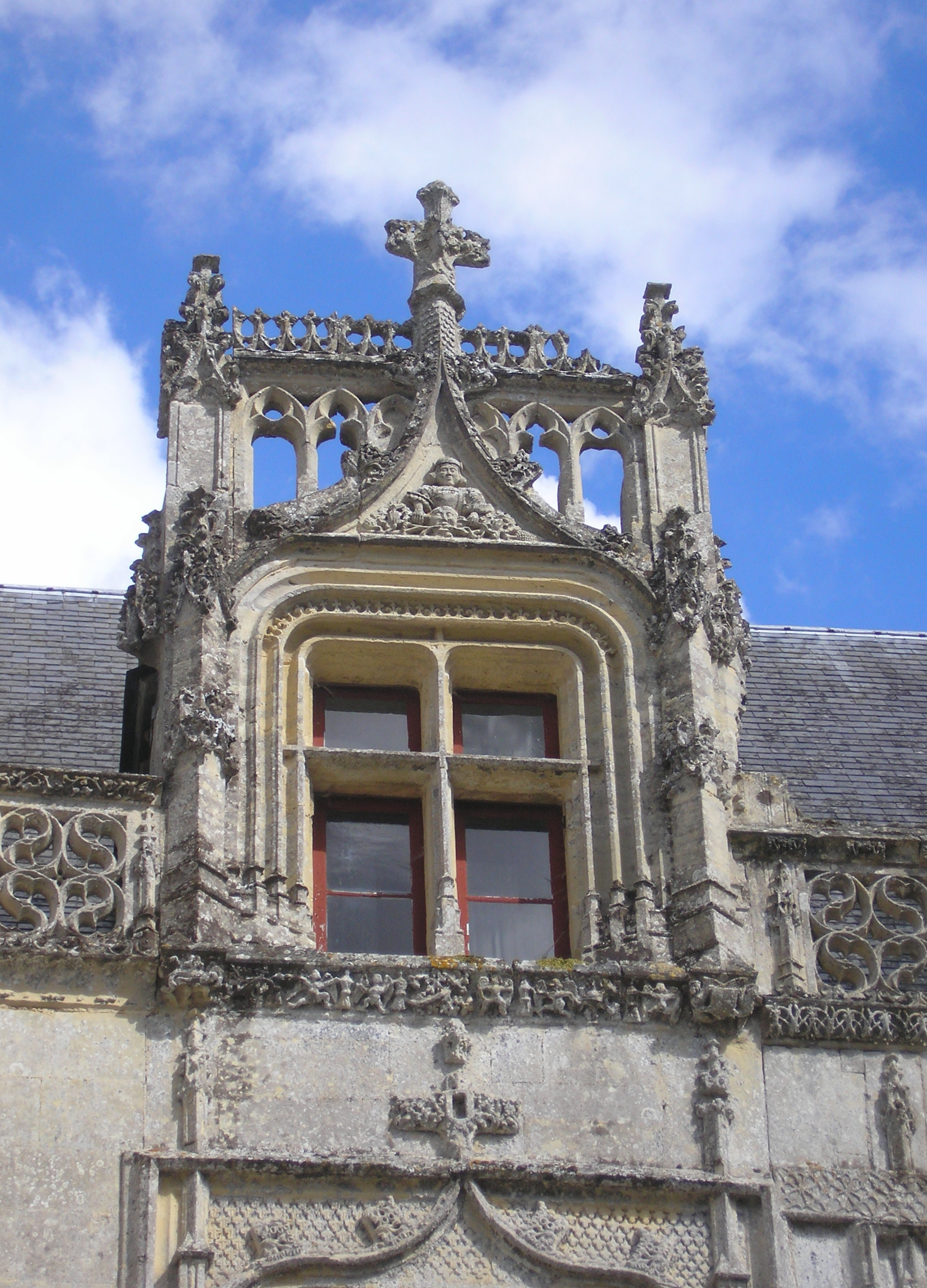
La lucarne de.

Ce nouveau corps de logis rappelle d'ailleurs certaines dispositions contemporaines, observées au château de Blois ou au palais de justice de Rouen, particulièrement dans l'aspect traditionnel des hauts combles et dans l'élévation régulière et symétrique des trois travées centrées sur une lucarne richement ornée interrompant une balustrade ajourée ornée de gargouilles. Influencées de l'Italie, ces superpositions plus régulières d'ouvertures, reliées entre-elles par des moulures, annoncent clairement le quadrillage des parois extérieures sous la Première Renaissance. Dans le même esprit, si le traitement de la balustrade, surmontant l'ensemble, semble encore pleinement dans l'esprit du gothique flamboyant, il n'en annonce pas moins les réalisations de la Renaissance française par l'ordonnance et la stylisation de ses motifs.
Typique du style Louis XII, l'élargissement des fenêtres sur cette partie de l'édifice, véhicule une notion de luxe tandis que leur abondance participe à la féerie du château : outre l'apport de la clarté, ces ouvertures élargies permettent désormais une aération plus importante des pièces dans un souci nouveau d'hygiène de vie.
Suivant une tendance de l'époque, l'arc brisé en ogive a partout été remplacé par l'arc en accolade ou arc en talon, conférant à l'ensemble une parenté avec l'hôtel de ville de Compiègne, où l'on retrouve d'ailleurs le même type de lucarnes flamboyantes surmontées d'arcatures ajourées. C'est cette tradition française qui séduira Serlio lors de son arrivée à Paris en 1540 : les lucarnes " sont de grand ornements pour les édifices comme une couronne" et les grands combles couverts d'ardoise bleutées sont "des choses très plaisantes et nobles".
Malgré toutes ces nouveautés, l'accès aux étages du nouveau logis a dû poser problème. L'escalier de la maison du fermier devenant sans doute insuffisant, les d'Harcourt semblent avoir hésité quelque temps avant de se résoudre à réaliser une nouvelle tour d'escalier qui semble comme plaquée contre l'édifice. Cette réalisation n'en représente pas moins aujourd'hui l'un des principaux intérêts du château. Bien plus qu'un changement de style catégorique, l'originalité réside ici dans la non-pénétration de la tour à l'intérieur du logis et dans le plan carré très inhabituel, sans doute influencé par la volonté de symétrie avec la tour de la maison du fermier, mais finalement incommode pour y loger un escalier à vis de plan circulaire. S'il s'agit là d'une nouvelle variation sur le thème de la tour d'escalier saillante inspirée par les réalisations du château de Meillant et plus encore du château de Blois de Louis XII : cet édifice n'en représente pas moins une interprétation simplifiée de la tour d'escalier du château de Saint-Ouen de Chemazé. On y retrouve non seulement le même plan quadrangulaire et la même exubérance du décor en bandeaux horizontaux mêlant les éléments gothiques traités en méplat à certains motifs antiquisants mais également le même type de couronnement en terrasse cerné d'une lourde balustrade à demi militaire, ajourée ici de motifs composés de soufflets et mouchettes.
Tous ces éléments confèrent à l'ensemble, une parenté inattendue avec l'architecture manuéline du Portugal.

### La Première Renaissance (1515 à 1530/1540): le temps des réalisations

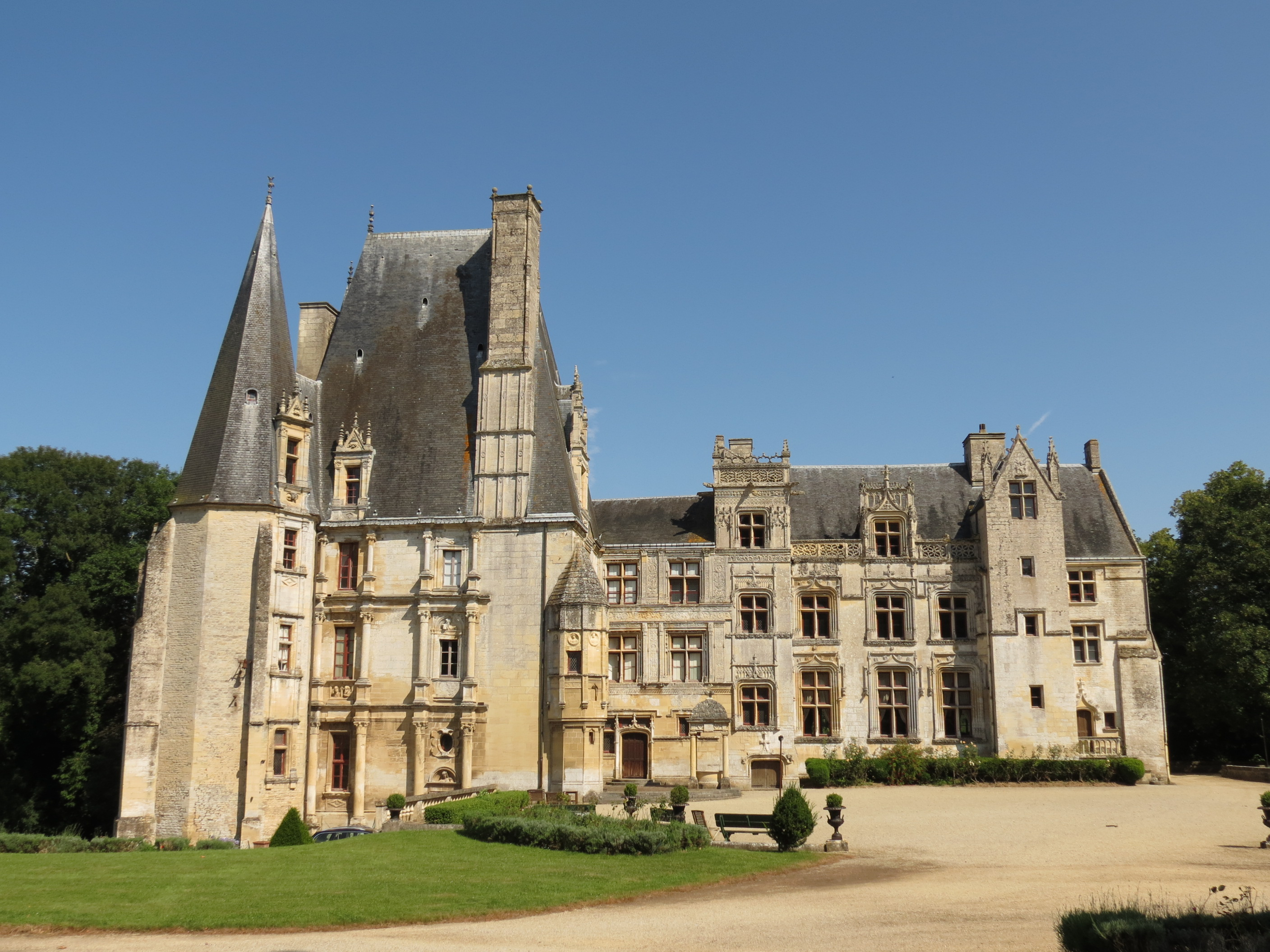
Sur la gauche de l'image, tandis que l'ancien châtelet d'entrée médiéval a été englobé dans le gros Pavillon, ses tours d'angle polygonales ont été conservées après avoir été rhabillées d'une série de baies superposées de style Renaissance.

À la suite d'une brève interruption du chantier, on constate une reprise des travaux, attribuée au même Jean d'Harcourt. Mais cette reprise tout en modifiant le projet initial, va finalement rendre l'ensemble de la construction indéchiffrable. L'intention de d'Harcourt a en effet évoluée : par la réalisation d'une nouvelle aile, il souhaite désormais joindre l'ancien châtelet d'entrée, pour l'intégrer dans son nouveau corps de logis.
Pour autant, la tâche s'avère plus difficile que prévu : à la suite de la disparition progressive des remparts et du donjon attenant, cette ancienne porte fortifiée s'est retrouvée isolée du reste de l'édifice moderne et ne présente plus le même alignement que ce nouveau corps du logis. Afin de réaliser le raccord, la future construction devra comporter deux redents successifs.
C'est dans cette nouvelle optique qu'en reprenant le chantier, on décide de poursuivre vers le sud la façade la plus avancée de la tourelle d'escalier du logis Louis XII, en la soudant si étroitement à la nouvelle aile que les maçonneries de l'angle de la tourelle sont reprises au plus près afin de limiter une quelconque rupture dans le développement des frises et des panneaux d'arabesques. Le développement de ces motifs qui vont former le caractère nouveau de cette extension architecturale, témoignent par leur prolifération de l'effacement progressif du style Louis XII au profit de la Première Renaissance (1515-1530/40).
En effet, le début du règne de François Ier ayant débuté, la grammaire décorative italienne se fait de plus en plus présente. Elle tapisse désormais la façade d'un quadrillage de corniches et de pilastres à chapiteaux antiquisants que des rinceaux et autres arabesques viennent envahir à profusion jusque dans les allèges des fenêtres. Pour autant, c'est presque à regret que les derniers raffinements gothiques cèdent face à la Renaissance et l'on note encore bien des hésitations dans l'acceptation du nouveau vocabulaire stylistique : c'est ainsi que l'ébrasement des ouvertures se voit encore ornée de frises de feuillages au naturel héritée de l'époque Louis XII.

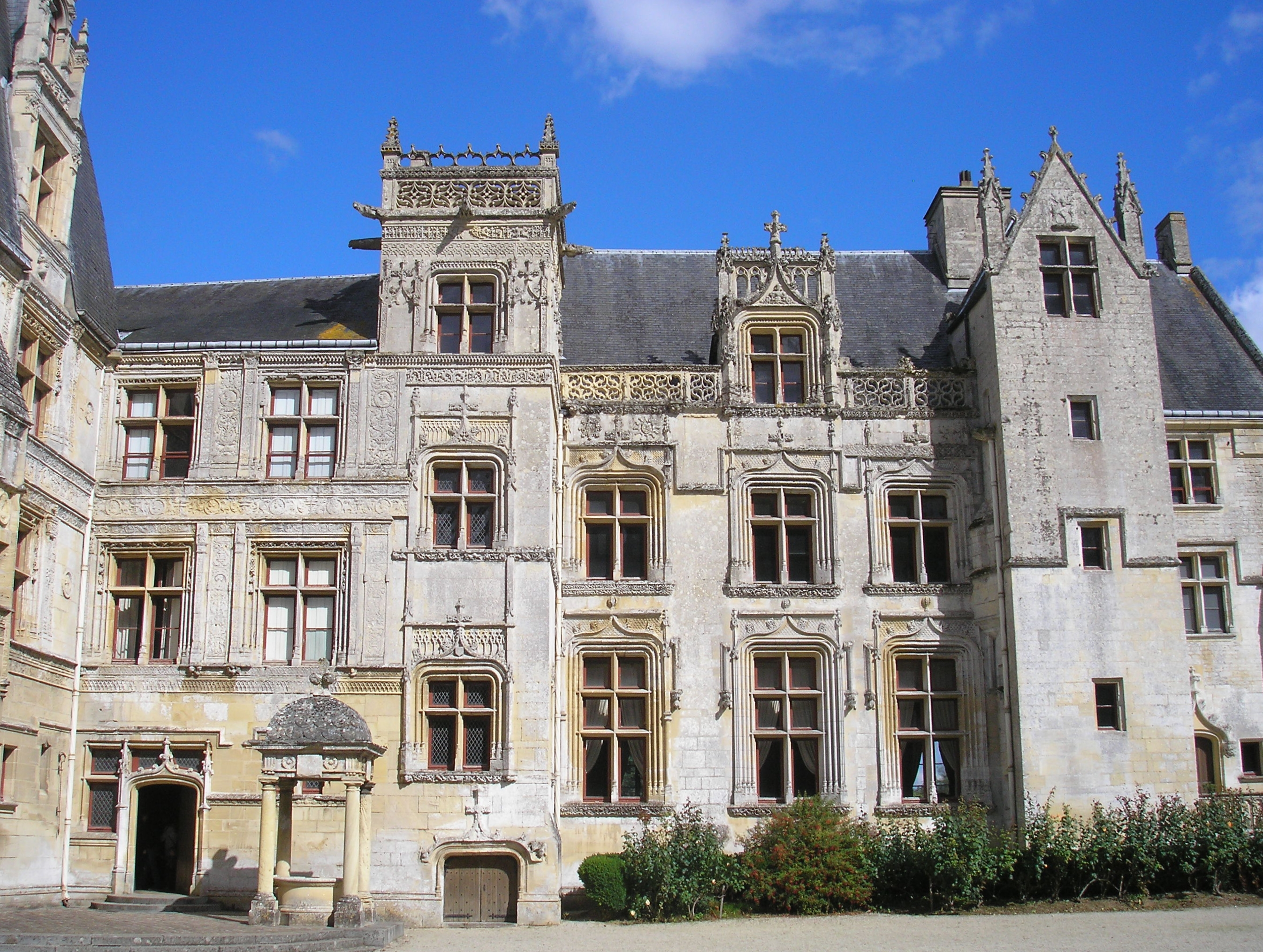
Transition du au profit de la Première Renaissance (1515-1530/40) : sur la gauche, la façade sud de l'escalier du logis Louis XII est reprise et soudée à la nouvelle aile afin de limiter une quelconque rupture dans le développement des frises et des panneaux d'arabesques.

Alors que les travaux se poursuivent par la réalisation d'une seconde travée, l'orientation de l'édifice change radicalement. Dans le but de faire coïncider au mieux l'aile de raccord avec l'ancien châtelet est conçue une nouvelle façade se développant en équerre par rapport à la précédente, créant ainsi un second redent. Cette dernière élévation réalisée en face et de manière parallèle à celle de l'ancien châtelet va permettre de créer une jonction avec celui-ci et de l'englober dans une nouvelle construction qui formera le gros pavillon d'angle.
C'est grâce à l'observation de cette façade orienté nord (moins la lucarne), flanquée de son échauguette coiffée en poivrière et le mur plein en retour, que l'on peut prendre aujourd'hui toute la pleine mesure du volume ajouté à l'ancienne porte fortifiée. Par opposition au reste de l'édifice, la poursuite des frises en arabesques et l'apparition de motifs en forme de losanges et de médaillons isolés sur cette nouvelle façade, témoigne à Fontaine-Henry, de la pleine acceptation de la Première Renaissance lié au développement du style tourangeau hors de ses frontières naturelles. Les lucarnes aux frontons triangulaires ornés de balustres peuvent d'ailleurs être rapprochées de celles du château de la Possonnière qui fut modifié à la même époque pour le père de Ronsard.
Dans un souci de synchronisation dans l'exécution du chantier, des embellissements sont réalisés sur l'ancien châtelet médiéval fortifié afin de lui assurer une unité stylistique avec le reste des bâtiments. C'est d'abord l'ancienne tour nord-est du châtelet, donnant sur le vallon, qui est reprise. Datée précisément de 1537 par l'inscription de son gable, une lucarne ornée de dauphins vient alors créer un puits de lumière pour le bel escalier à vis nouvellement réalisé. Ces différents travaux de réfection et d'ornementation se poursuivent dès lors simultanément sur la tour Nord-ouest et c'est dans le but de lui donner un aspect plus unifié avec le reste de l'édifice que sa façade donnant sur la cour d'honneur se voit percée de toute une série de baies aux motifs géométriques épurés.
C'est avec cette dernière tranche de travaux que vient s'achever toute cette longue série de réalisations. Tout en transformant de manière significative le corps de logis d'esprit médiéval en un véritable « château de la Loire », ces ouvrages ont été le vecteur d'un changement stylistique : encore très présents au début du chantier, les motifs pleins de verve et de fantaisie de la Première Renaissance ont fini par évoluer vers un classicisme épuré marquant au château de Fontaine-Henry, l'avènement de la Seconde Renaissance.

### La Seconde Renaissance (1540 à 1559/1564): le Classicisme

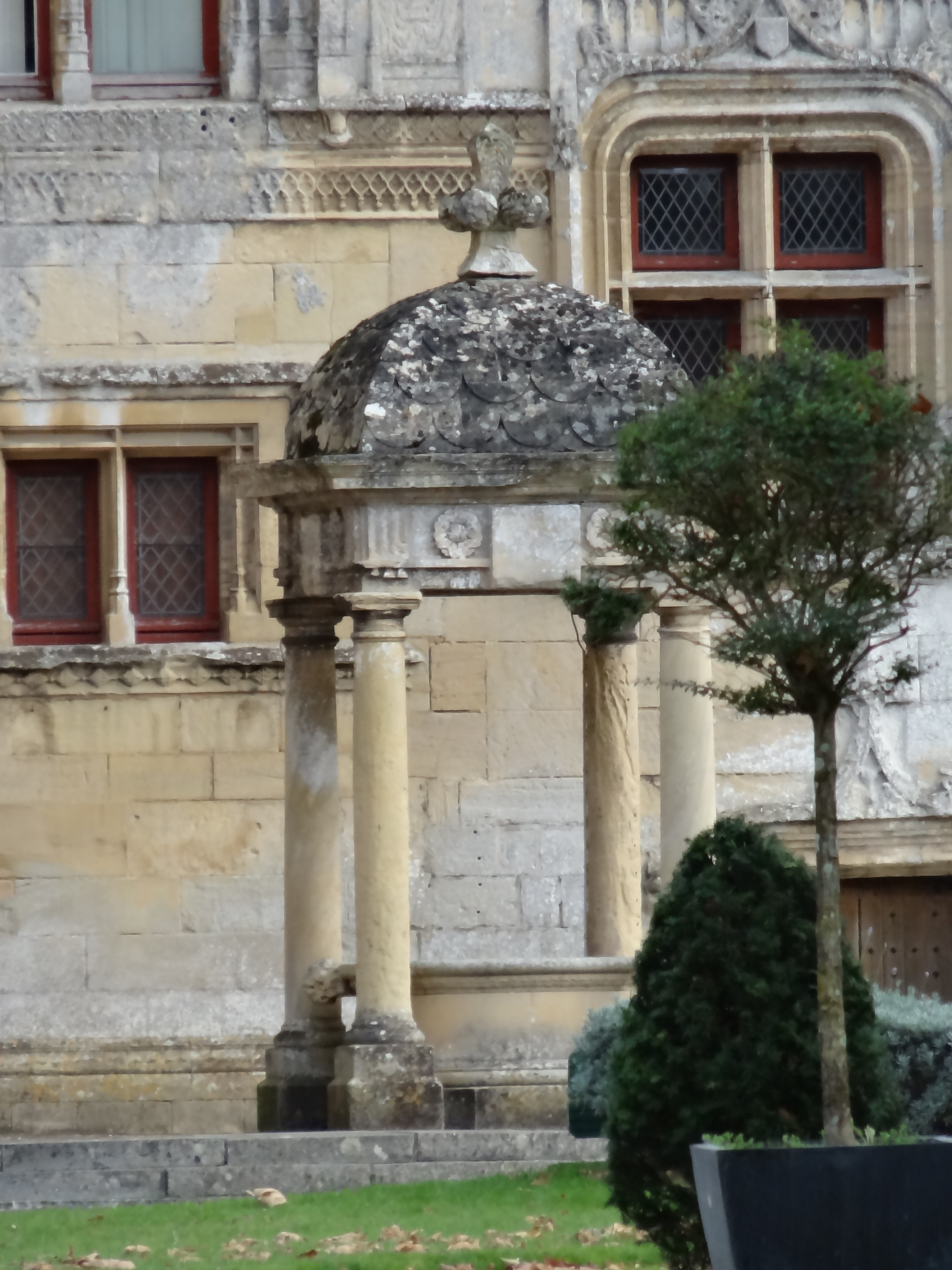
Puits de la cour d'honneur du château réalisé par l'architecte caennais Blaise Le Prestre (milieu du XVIe siècle).

Si l'achèvement de la série de travaux d'embellissement avait été marqué par la maturation du style apparu au début du XVIe siècle, le véritable tournant stylistique de Fontaine-Henry prend naissance lorsqu'une dernière campagne de travaux est entreprise par Jean d'Harcourt sur la façade ouest du pavillon quadrangulaire. Désormais, l'époque a changé et le foyer d'art de Caen est maintenant bien vivant, imbu d'un décor classique et de conceptions ambitieuses alors que le Val de Loire se retrouve soudainement relégué en conservatoire des formes de la Première Renaissance. À la suite de l'arrivée de Serlio à Paris en 1540, cette nouvelle génération d'artistes, parmi ceux actifs à Caen, opère une synthèse originale entre les leçons de l'Antiquité, celle de la Renaissance italienne et les traditions nationales.
Marqué par cette évolution, l'architecte de la dernière campagne de travaux de Fontaine-Henry nous est connu, c'est Blaise Le Prestre. Déjà actif dans la région, sa présence au domaine est attestée dès 1544 lorsqu'il construit dans le château un grand escalier droit marquant le début d'une série de travaux : tout en reprenant les dispositions caractéristiques de la cour de l'hôtel d'Escoville à Caen (1533-1540) dont il serait l'auteur, Le Prestre garnit la façade ouest du gros Pavillon, restée inachevée, en développant une superposition régulière de trois étages de colonnes à chapiteaux, scandée d'entablements à l'antique, venant en quelque sorte habiller et dissimuler l'extrême disparité des percements. À l'exemple des travaux de Jean Bullant sur l'aile nord du château d'Écouen (1532-1567), cette véritable dentelle de pierre est considérée comme l'un des premiers exemples d'un portique à l'antique, juxtaposant les trois ordres, dorique, ionique et corinthien, prônée par les traités d'architecture de Vitruve.

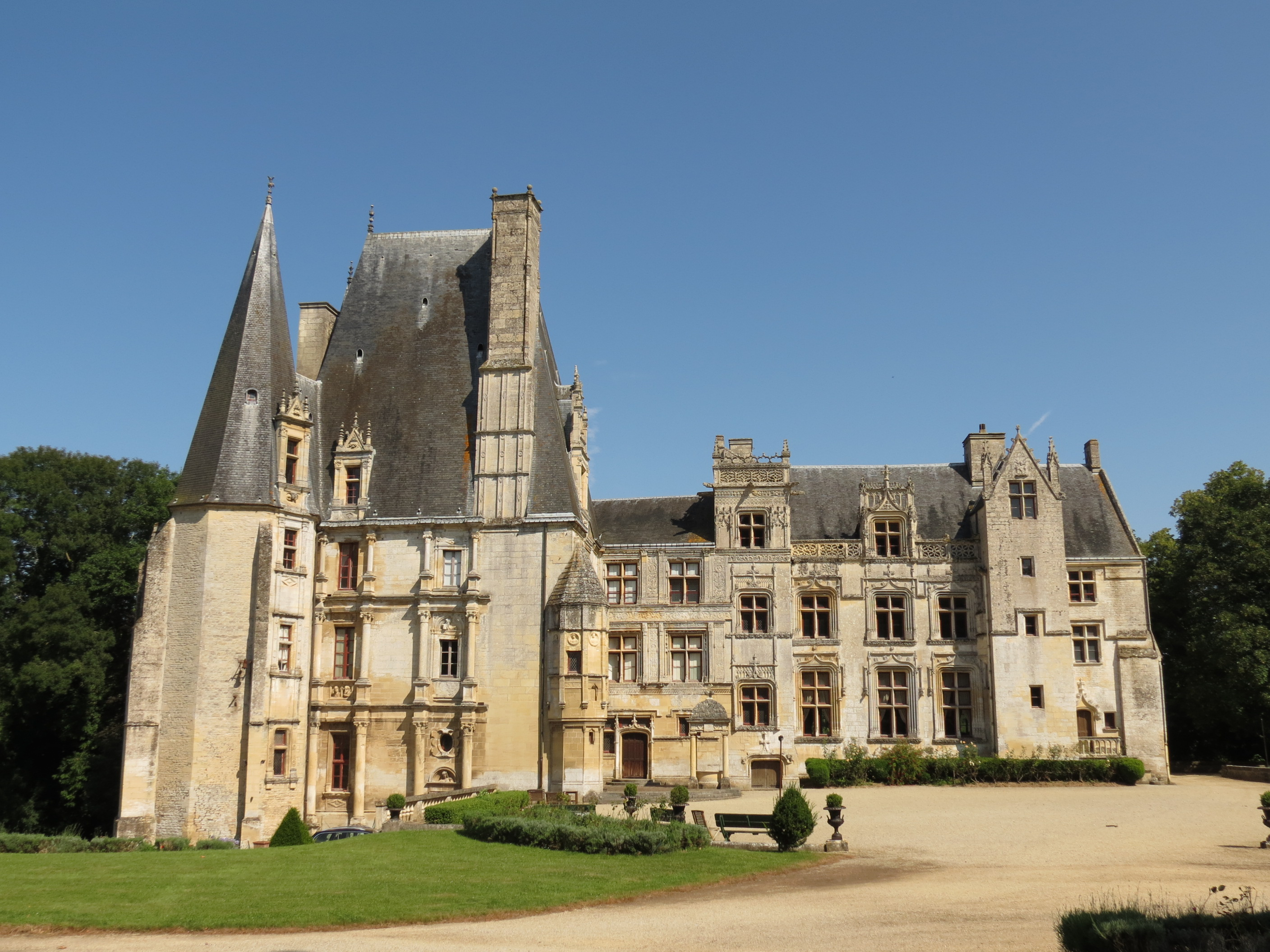
À l'exemple de la cour de l'hôtel d'Escoville à Caen où il a travaillé : Le Prestre superpose trois étages de colonnes à chapiteaux sur le Gros Pavillon (milieu du XVIe siècle).

Afin de parachever cet ensemble, Le Prestre a probablement imaginé l'immense comble venant en quelque sorte équilibrer les toitures pointues de l'ancien châtelet médiéval. Ces combles extrêmement élevés dominent ainsi, par leur ampleur, tout l’édifice tandis que la colossale cheminée, guère moins considérable que celles de Chambord, vient prouver, selon l’idée très juste de Louis de La Saussaye, que dans les châteaux du XVIe siècle, ces accessoires sont devenus de véritables monuments. Comme pour impressionner le visiteur, le découpage de ces « plus hauts toits de France », concourent à l'effet majestueux de l'ensemble, transformant symboliquement ce gros Pavillon d'angle en une sorte de donjon d'apparat dans la continuité du château d'Argy et à l'exemple du pavillon d'entrée de Valençay.
Malgré son implication et un début d'aménagement de la cour d'honneur par la création d'un puits à colonnes, on peut croire que les projets de Le Prestre ne purent jamais être véritablement menés à leur terme. Certaines amorces de travaux visibles au niveau de la cheminée Est, laissent à penser que le bâtiment de raccord aurait dû lui aussi, être coiffé d'un grand comble tandis que la suite du logis de style Louis XII aurait pu être rebâti dans le style nouveau. Pour autant, ces derniers chantiers réalisés à  Fontaine-Henry restent l'une des plus belles expressions de l'art de la seconde renaissance (1540 à 1559/1564), préférant la beauté des lignes à la richesse du décor. Pour preuve, il suffit juste de comparer le gros pavillon carré avec un château de la Première Renaissance pour constater les différences profondes entre l'architecture des deux époques. Tout l'appareil défensif, mâchicoulis et chemin de ronde d'Azay-le-Rideau a disparu ici purement et simplement tandis que les formes rondes des tours d'angle de Chambord se sont transformées comme à Ancy-le-Franc et Villandry, en un simple gros pavillon quadrangulaire.
Cette évolution du goût à Fontaine-Henry, est également sensible au niveau de l'ornementation. Il suffit de comparer l'immense lucarne ajoutée par Le Prestre sur la face nord avec les réalisations du Val de Loire, pour se rendre compte du chemin parcouru. À l'étagement de pinacles, de niches à coquilles et de petits arcs-boutants de la Première Renaissance, succède au château de Fontaine-Henry, une composition de lignes épurées très sobrement ornées, où de simples cannelures à l'antique remplacent dans les pilastres, les rinceaux et arabesques de l'époque de François Ier : un style plus épuré et réfléchi a désormais succédé aux grâces légères de la Première Renaissance et bien que les références à la Renaissance italienne restent prépondérantes, elles s'effacent déjà devant les exemples pris directement du monde romain, préfigurant l'affirmation d'un style « national » français dès le milieu du XVIIe siècle.

### L'époque moderne (début duXVIIesiècle- 1792): l'accalmie
Jusqu’au XVIIIe siècle, la route de Thaon passe par sa cour, via une porte monumentale située au sud et nommée "Gloria laus" ("Gloire et louange" du titre d'un chant de procession, attribué à Théodulf d'Orléans et toujours en vigueur aujourd'hui pour la procession du dimanche des Rameaux dans l'Église catholique). C'est à partir de ce point de vue que les façades de dentelles de pierre et « les plus hauts de France » sont conçus pour impressionner le visiteur.
Sous le règne de Louis XV,  on finit par remanier la façade Est de l'édifice, remplaçant, par là-même, le dernier mur médiéval de l’antique logis seigneurial. Cette partie n’avait cependant jamais été aussi ornée que les façades de la cour : le côté Est n'ayant eu qu'une vocation défensive, protégé par la pente rapide du vallon, dans lequel coule encore aujourd'hui la petite rivière de Mue.

### L'époque contemporaine (depuis 1792): le renouveau
Henry de Carbonnel, marquis de Canisy, hérite du domaine de Fontaine-Henry. Il construit le bâtiment qui abrite la galerie et la Salle à manger et fait tracer un parc à l'anglaise. L'ensemble revient à sa fille adoptive, la marquise de Cornulier, dont la petite fille épouse le comte Pierre d'Oilliamson. Celui-ci entreprend, au début du XXe siècle, une restauration discrète du château.
L'actuel châtelain, le marquis Pierre-Apollinaire d'Oilliamson, a ouvert largement son domaine au tourisme afin de mettre en valeur le patrimoine historique et artistique du domaine. Dans cette optique, le marquis invite les visiteurs à se replonger dans 800 ans d'histoire avec un programme estival d'animations baptisé "Les enchantées". 

## La chapelle du château dite «Notre Dame du Val Busnel»

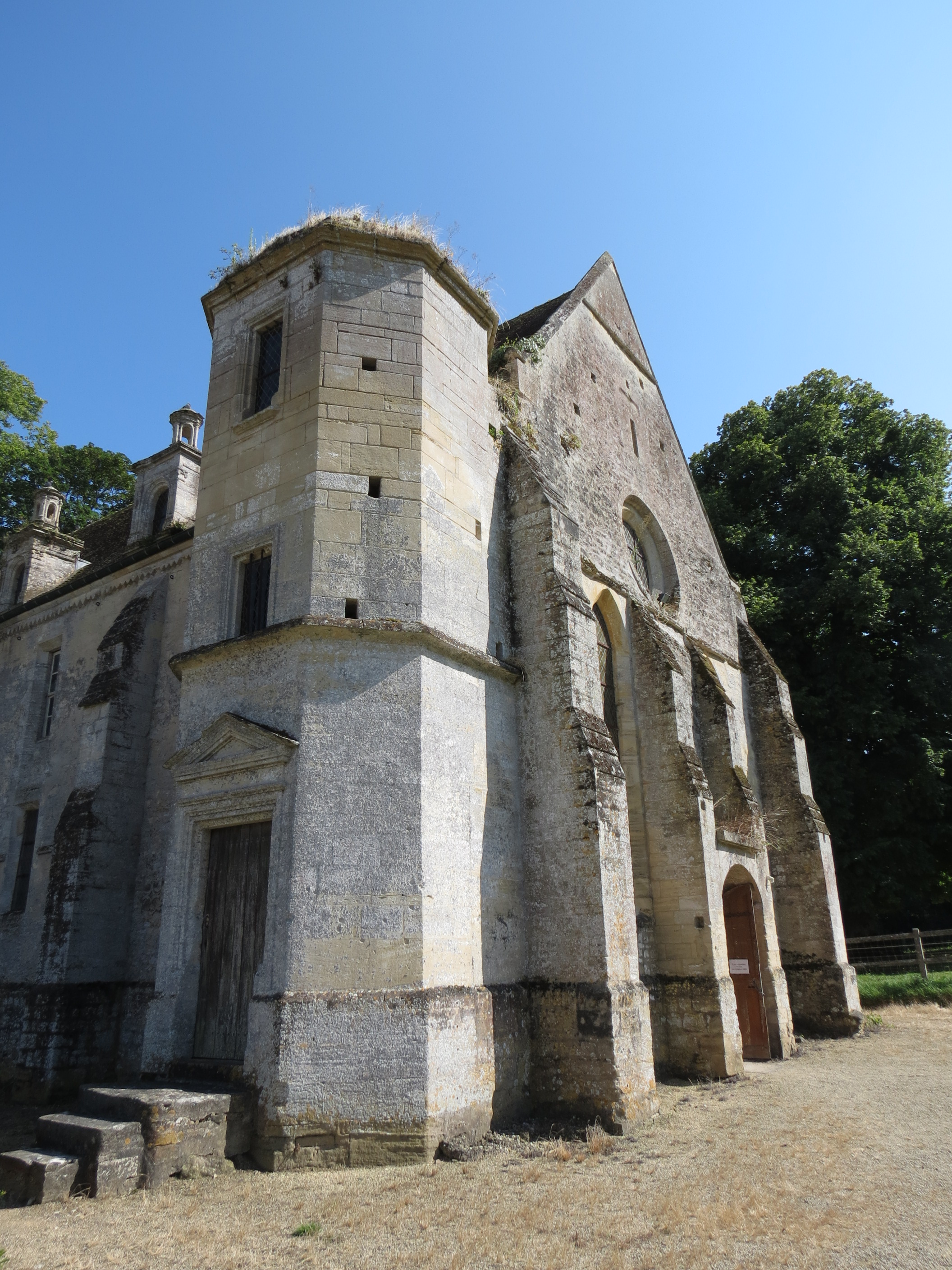
Un fronton triangulaire classicisant est plaqué sur la Tourelle médiévale.
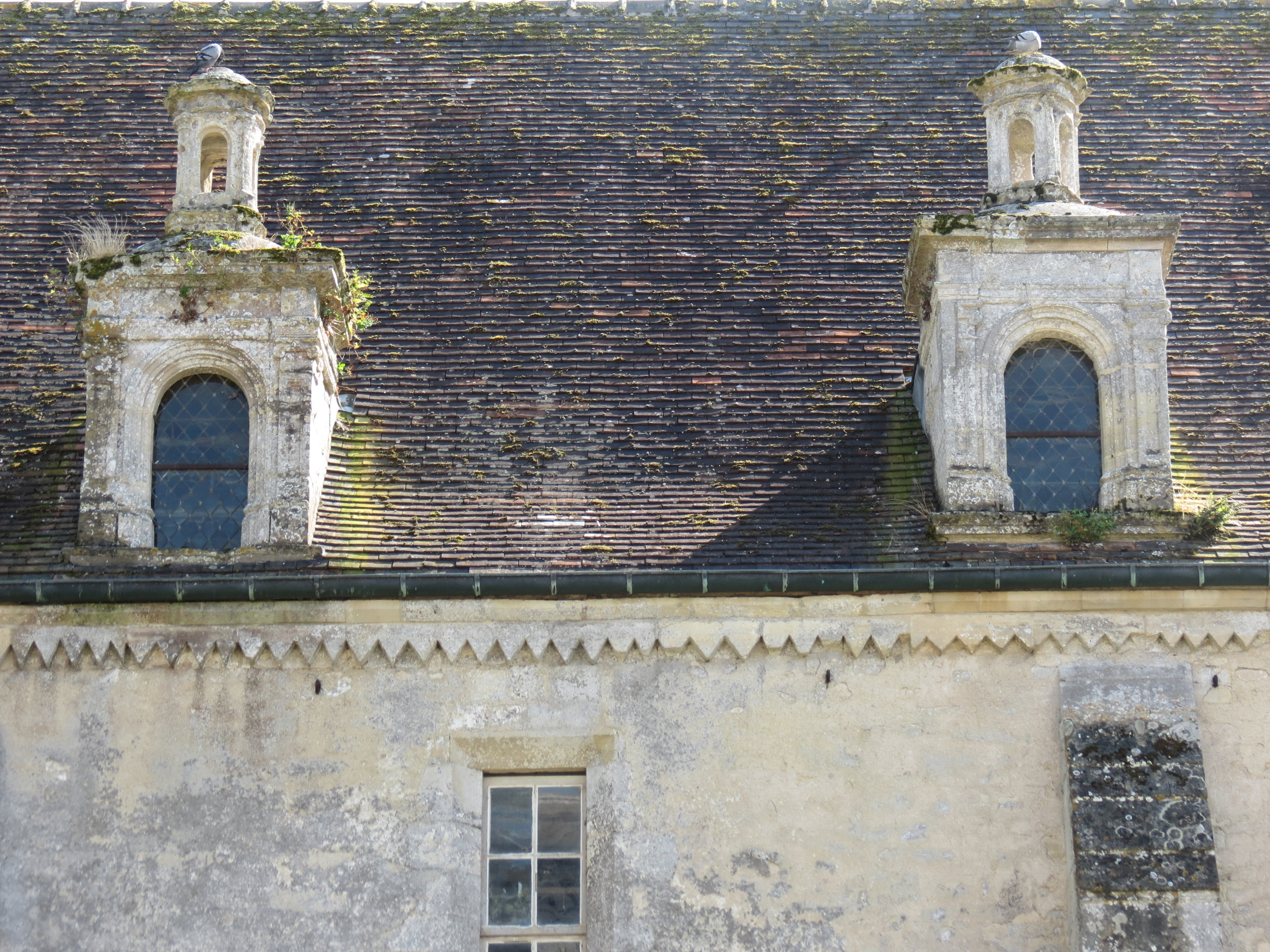
Le classicisme épuré des lucarnes, témoignant du style Le Prestre, exprime l'évolution esthétique de la seconde renaissance (1540 à 1559/1564).
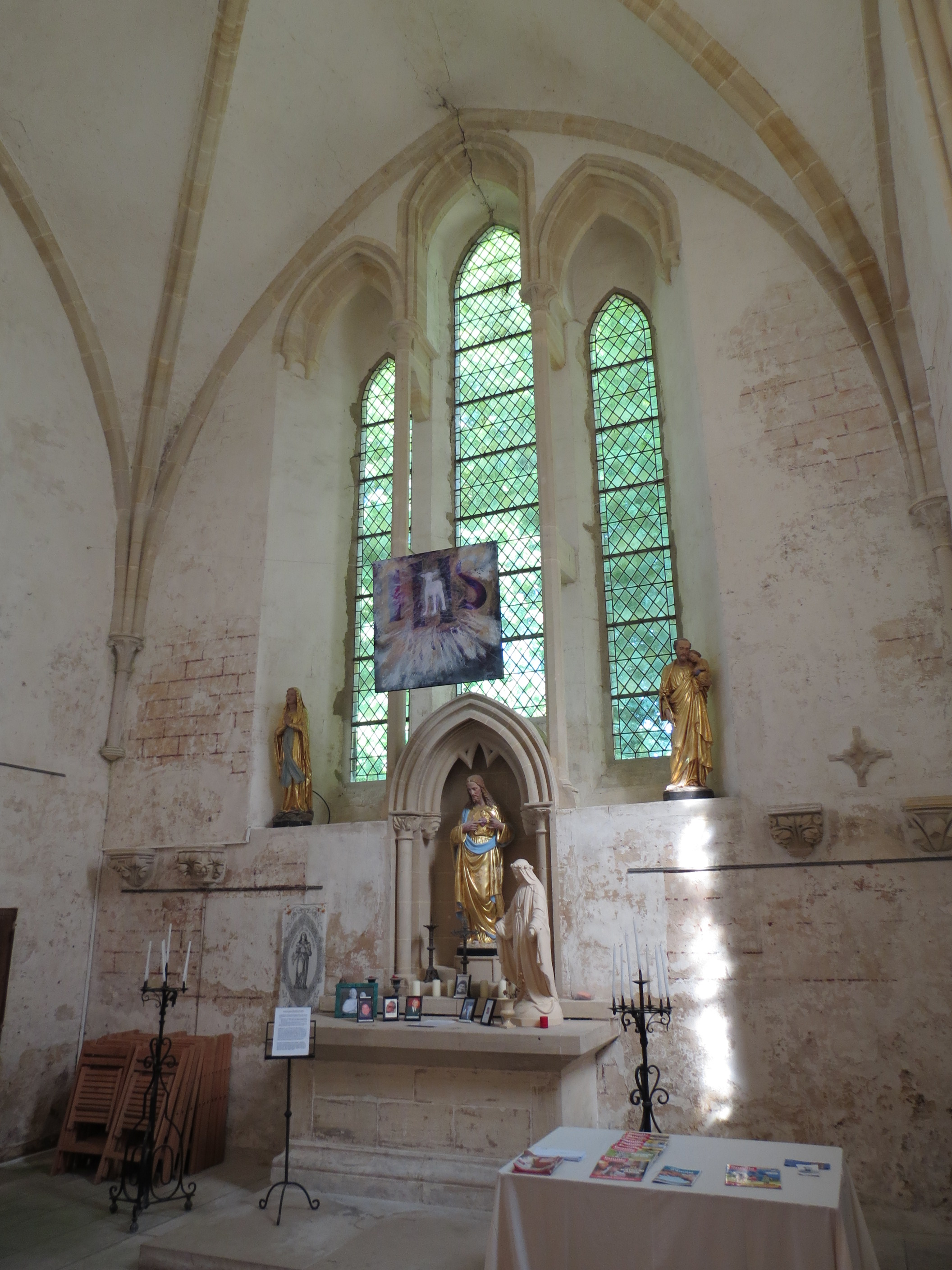
Les trois bais du Chœur symbolisent la Sainte Trinité (XIIIe siècle).
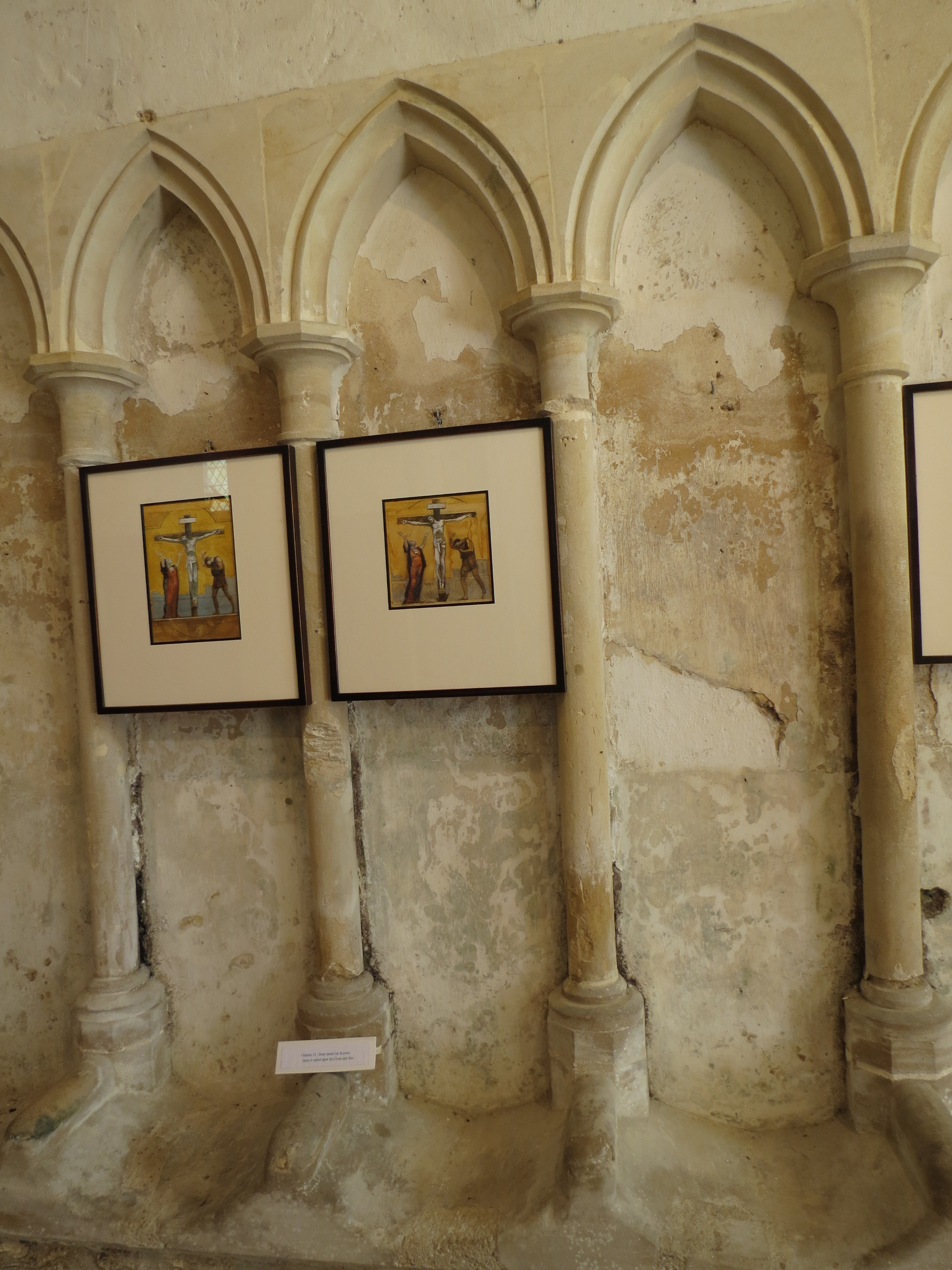
Stalles à ogives de style gothique classique (XIIIe siècle).
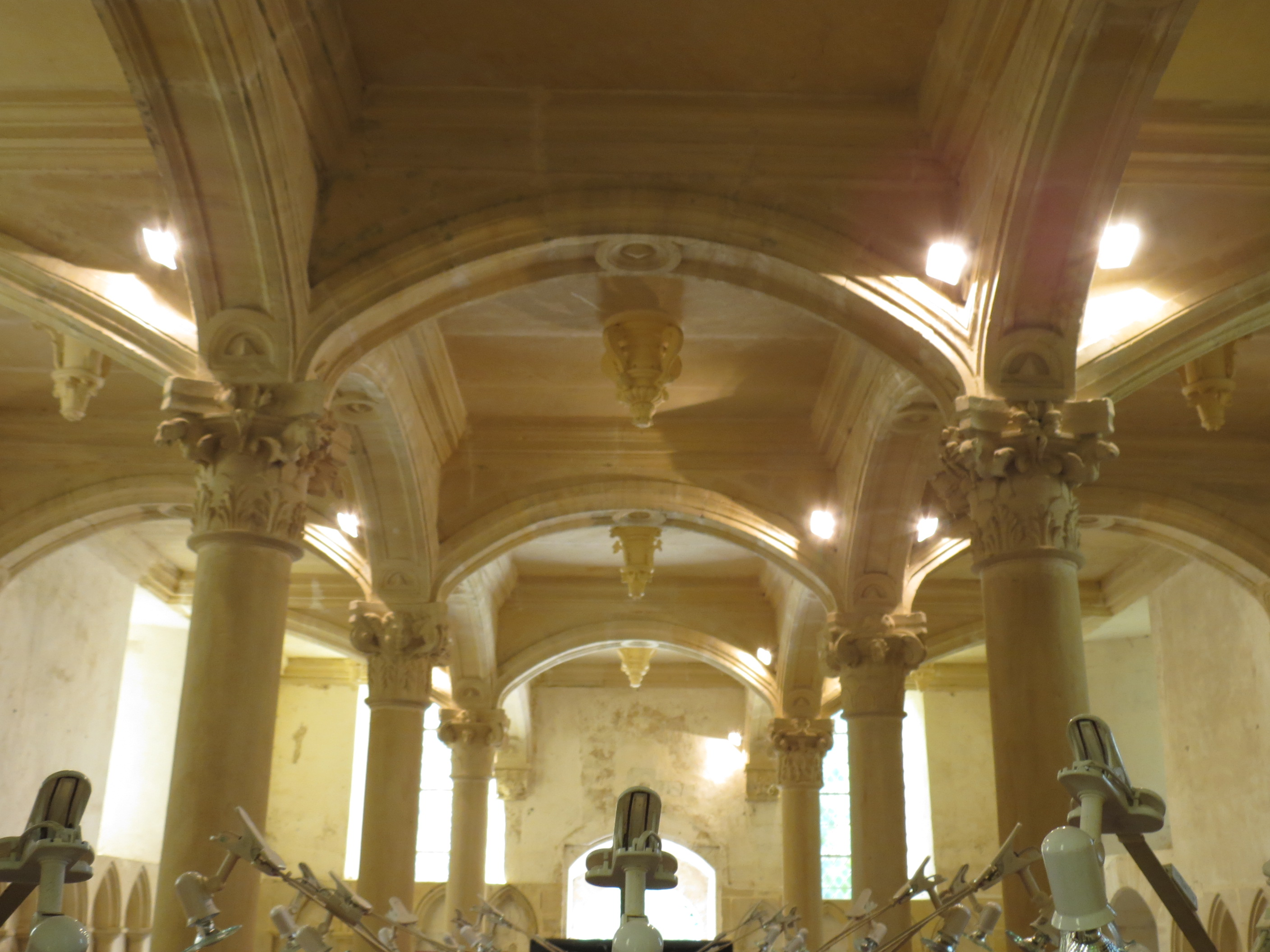
Abandon de la croisée d'ogives pour des caissons Renaissance (XVIe siècle).
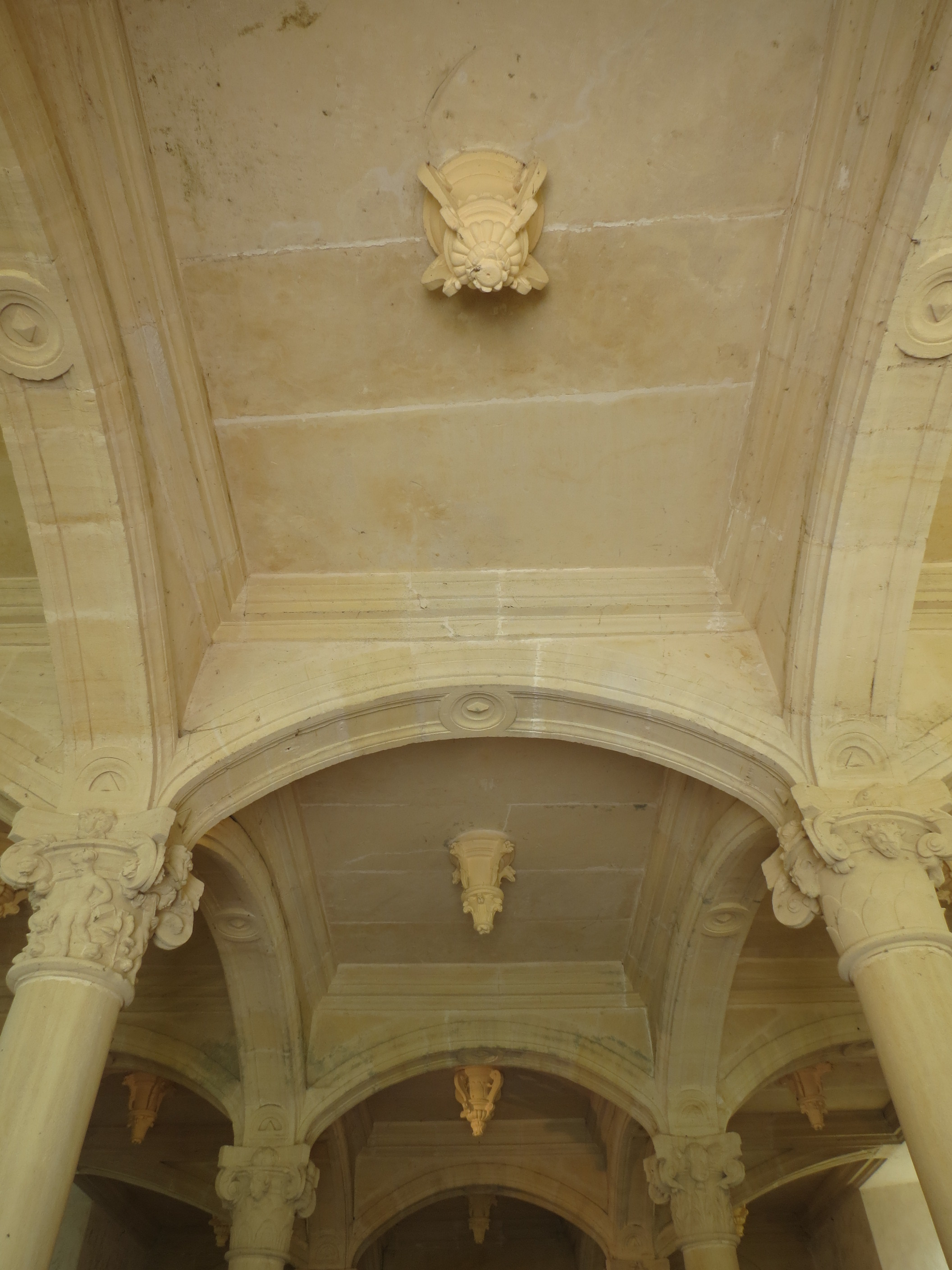
Détails d'un des caissons Renaissance de la voûte.
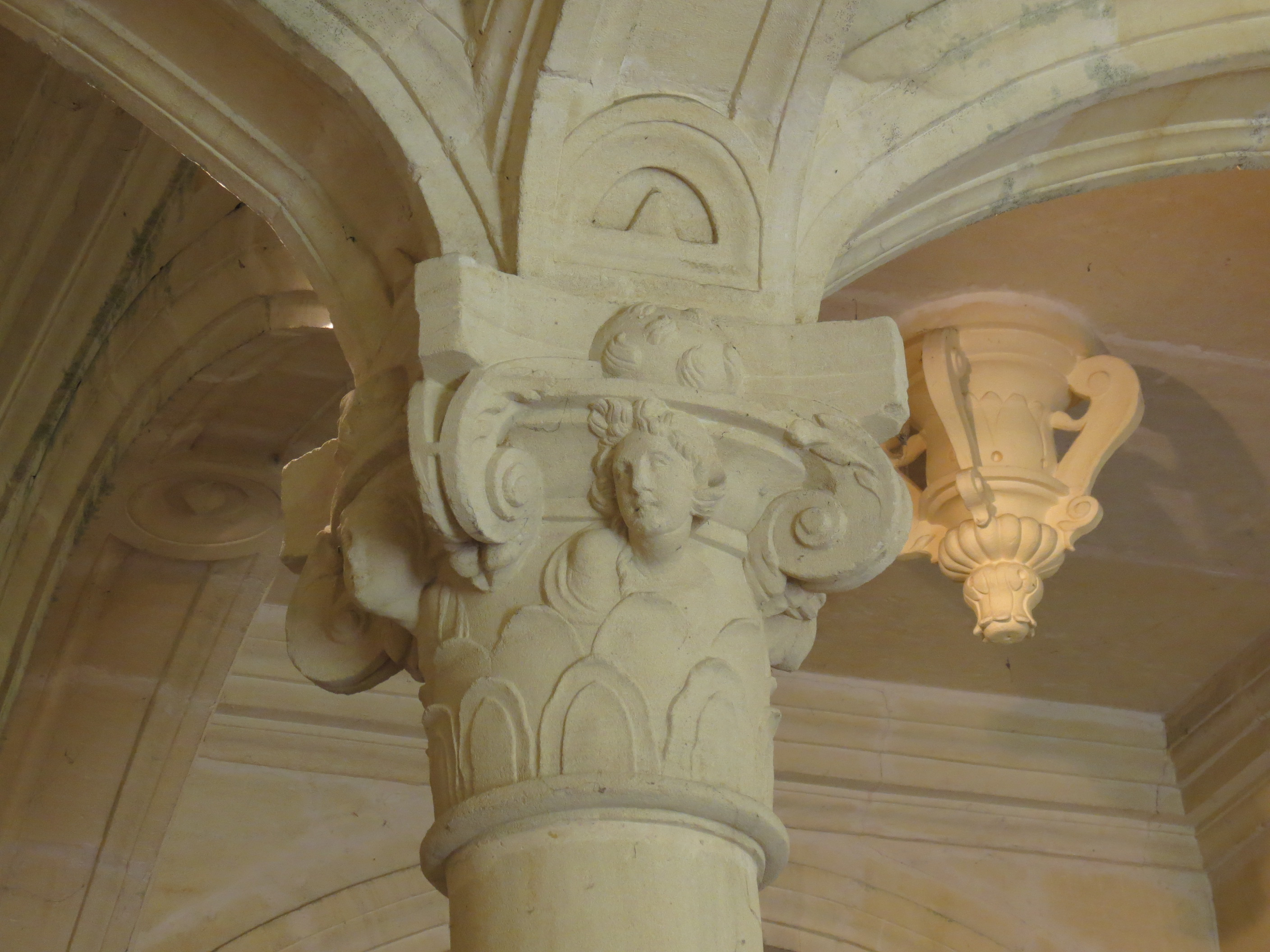
Abandonné à la fin du XIVe siècle, le retour des chapiteaux est manifeste dès le style Louis XII.
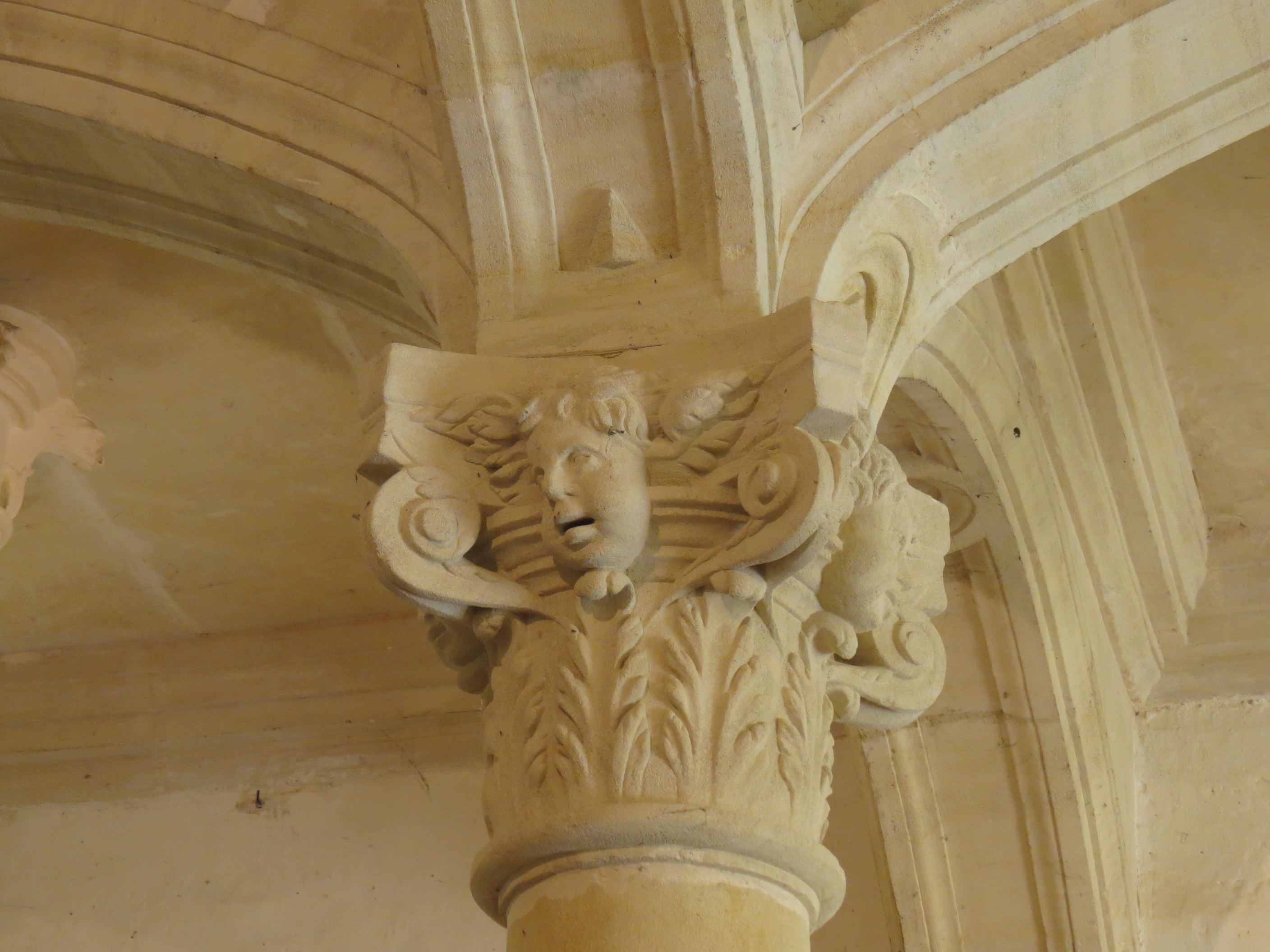
Chapiteau de fantaisie, n'ayant de corinthien que les volutes (XVIe siècle).
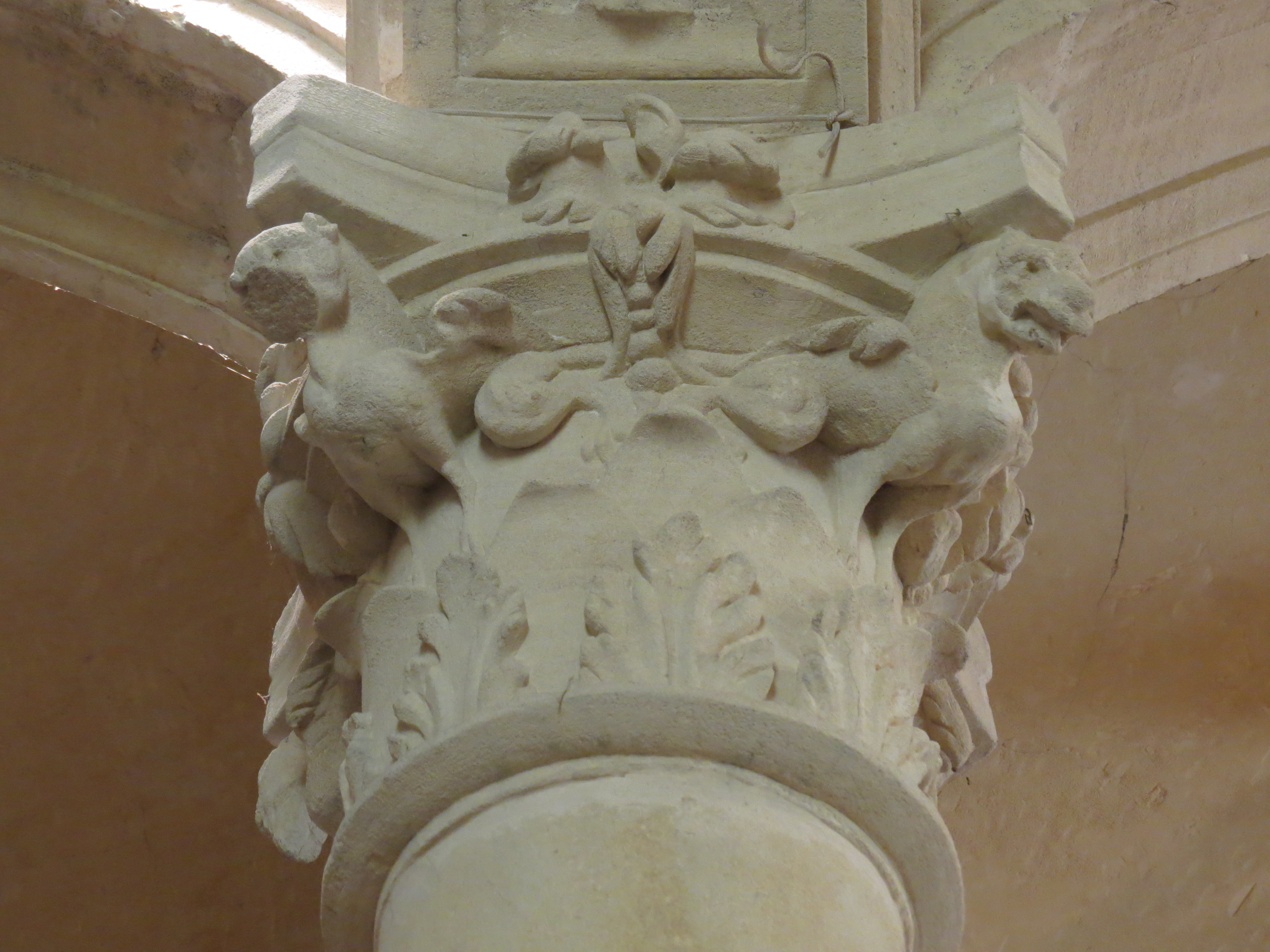
Les créations sont libres et trouvent parfois leur inspiration dans certaines productions romanes.

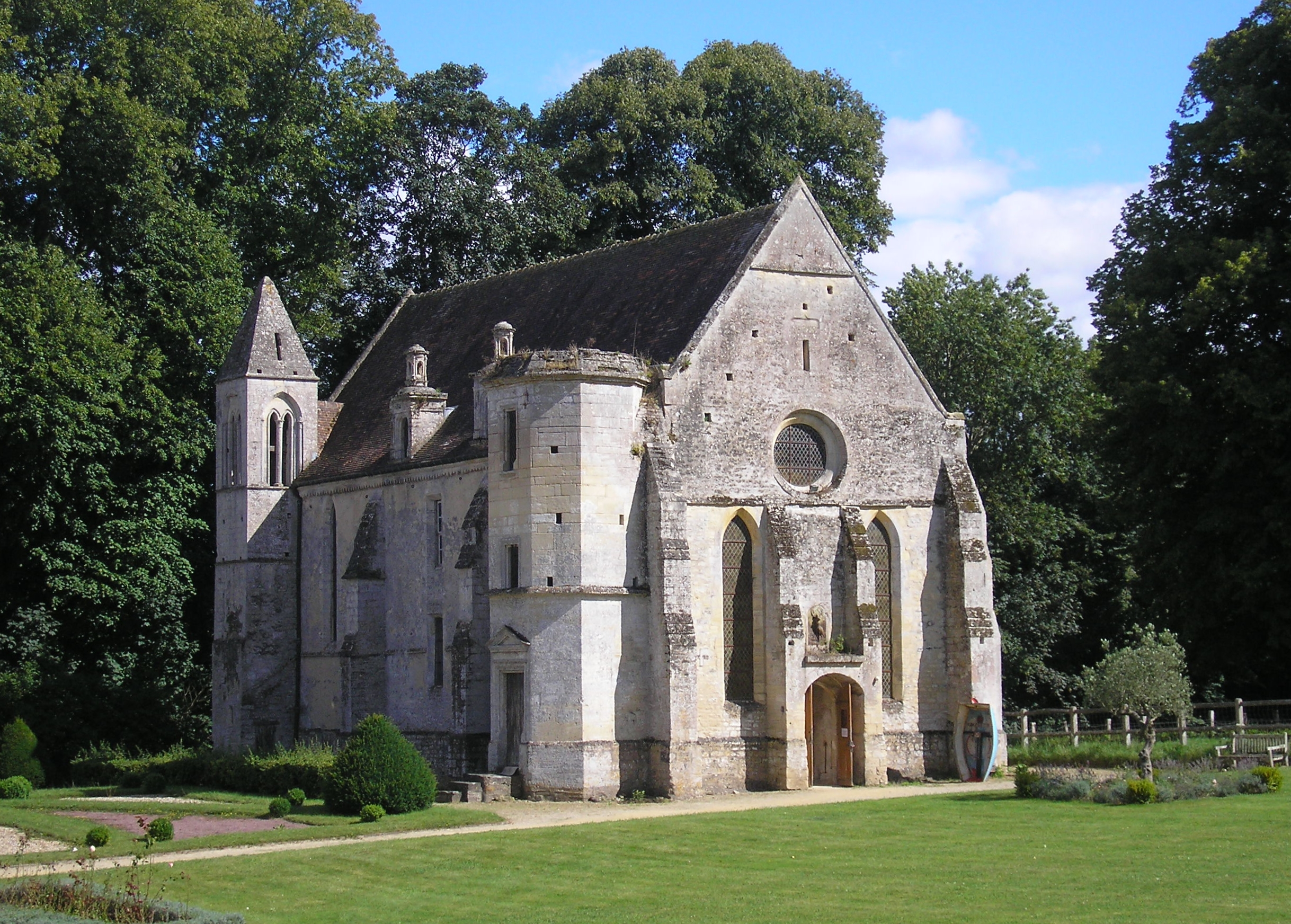
Vue d'ensemble depuis l'aile nord de la chapelle du château, dite Notre Dame du Val Busnel (XIIIe siècle, transformée en partie au XVIe siècle par Blaise le Prestre).

Si la chapelle se trouve aujourd'hui quelque peu isolée dans le parc, elle faisait partie intégrante du château médiéval. Située vraisemblablement dans la cour qui précédait la façade du château, elle était protégée par une enceinte close d'un fossé dont il ne reste plus de traces.
D'origine romane, l'édifice est voûté de croisées d'ogives à la fin du XIIIe siècle, lors de travaux réalisés par la famille de Tilly. Une petite tour est alors accolée au côté nord du chevet avant qu'une partie de la nef ne soit reconstruite à une époque postérieure. Selon la tradition, des croix auraient été gravées sur les parois extérieurs de l'édifice, en mémoire d’un voyage entrepris en Terre-Sainte par Henry de Tilly qui participa à la huitième croisade. Il semblerait aujourd'hui qu’il ne s'agisse que de croix de consécration : cette chapelle aurait été abandonnée pendant quelque temps et après restauration, dut être consacrée de nouveau.
La paroi sud a conservé son style du XIIIe siècle, développant une série de fenêtres en lancettes surmontées d'une corniche à motifs en dents de scie. Suivant la tradition bénédictine, les trois élégantes baies en ogive, percées dans le chevet, symbolisent la Sainte Trinité.
À l’intérieur de la nef, les murs s'ornent jusqu'au Chœur de l'église, d’arcatures ogivales à colonnettes. Dans chaque entrecolonnement, un siège est aménagé dans la pierre pour former une espèce de stalles réalisées dans une expression artistique assez rare. Sur l'autel du sanctuaire, des colonnettes supportent une niche destinée à abriter autrefois une croix ou un tabernacle.
Au cours du XVIe siècle, dans un projet ambitieux de transformer le sanctuaire en deux chapelles superposées, suivant un type royal déjà observé au château de Biron en Dordogne, l'architecte Blaise Le Prestre a partagé la hauteur de l'ancien vaisseau roman par une voûte surbaissée. Créant la surprise, le niveau supérieur réalisé en dalles de pierre, repose sur des colonnes à chapiteaux composites recevant des arcs diaphragmes qui s'entrecroisent.  Afin de réaliser un appartement au-dessus de ce plafond, toute une série de lucarnes à clochetons a été percée dans la toiture tandis qu'un accès depuis l’extérieur est réalisé par la création d'une entrée surmontée d'un fronton triangulaire épuré, aménagée dans la tour d'escalier médiévale. Le style épuré et classicisant de l'ensemble, déjà observé sur la façade Ouest du gros pavillon du corps de logis, témoigne des évolutions esthétiques de la Seconde Renaissance.

## Les décors intérieurs

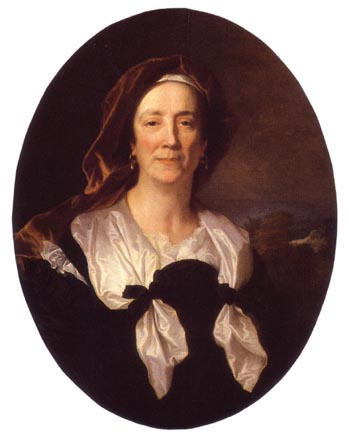
Maria Serre, mère de l'artiste, par Hyacinthe Rigaud (1695, collection privée du château de Fontaine-Henry).

L’intérieur du château a été plusieurs fois remanié et présente aujourd'hui une enfilade de pièces au décor classique, principalement composé de lambris.
Il reste cependant quelques décors d'origine : Dans l’escalier qui monte aux appartements du pavillon de 1537, un haut-relief de Judith et Holopherne orne le dessus d’une porte. Tandis que Judith représentée en buste, tient de sa main gauche la tête d’Holopherne, elle presse de sa main droite la poignée de son épée sur sa poitrine. Au-dessous, un cartouche indique :
"ON. VOIT. ICY. LE. POURTRAICT.
DE. JUDITH. LA. VERTUEUSE.
COME. PAR UN HAUTAIN FAICT
COUPPA LA TESTE FVMEVSE
D’HOLOPHERNES QUI. L’HEUREUSE
JERUSALEM EUT DEFAICT"
Le château, entièrement meublé et toujours habité, abrite une remarquable collection de tableaux constituée durant la Révolution par la famille Cornulier. Parmi cet ensemble, des peintures de Nicolas Mignard, de Rubens, du Corrège ou encore du Titien ornent les murs des salons. On trouve également une remarquable collection de gravures de Van der Meulen, comparable à celles du Grand Trianon.
Depuis le début du XIXe siècle, un portrait par Hyacinthe Rigaud de sa mère, Maria Serre, fait partie d’un ensemble dont la plupart des autres éléments sont conservés.
Dans le Grand salon, un somptueux cadre en pierre sculpté enchâsse un charmant portrait de Louis XIV enfant costumé en dieu Mars, par Nicolas Mignard.

## Les jardins
Au cœur d'un parc boisé, trois jardins historiques sont créés pour retracer l'Histoire des jardins du Moyen Âge au XVIIIe siècle.
Le parc du château est un site naturel classé depuis un arrêté du 24 août 1959.

### Le jardin médiéval Notre-Dame (inspiré duXIIIesiècle)
Dans le prolongement de la chapelle du Château dite Notre-Dame-du-Val-Busnel, la conception, le dessin et le choix des cultures de ce jardin correspond très exactement à ce qui se faisait en ce début de XIIIe siècle, lors de la première construction du château de Fontaine-Henry par les seigneurs de Tilly.
Créé avec le concours de l’École du Paysage du Prieuré de Saint-Gabriel, située à Saint-Gabriel-Brécy, ce jardin médiéval établit une liaison visuelle avec l’église paroissiale Notre-Dame-de-la-Nativité.
Tout y est symbolique, et tout y est conçu pour être un lien entre la terre et le Ciel, avec des plantes condimentaires, des plantes médicinales (dites « simples), des plantes industrielles (par exemple des plantes à teintures), des plantes potagères et des plantes ornementales, dont un « jardin de la Vierge » selon la tradition commune aux châteaux et aux monastères.

### Hortus Conclusus(inspiré desXIVe–XVesiècles)
L'hortus conclusus (« jardin enclos » en latin) était un petit enclos fleuri développé dans le cloître des monastères par les moines autour d'une statue de la Vierge Marie. L'hortus conclusus a d'ailleurs maintes fois été représenté dans les productions artistiques du Moyen Âge, lié tout particulièrement aux scènes de l'Annonciation.
Reprenant l'aspect esthétique de ces compositions, cet ensemble se compose, au château de Fontaine-Henry, d'un enclos doté d'une porte fermant à clef symbolisant le for intérieur et la conscience intime. Il est semé d'herbe et parsemé de petites fleurs. Une fontaine y reflète l'âme de chacun et un banc d'herbe y invite à la méditation et au repos. Un arbre y rappelle le jardin d'Éden.
Parallèlement, cette illustration d'un jardin de la Renaissance, siècle de changement, nous fait découvrir comment certains fruits et légumes ont été alors découverts, et sont devenus très prisés ». Ainsi, les haricots ou encore les asperges, alors « considérées comme aphrodisiaques », débarquent dans les assiettes,.

### La Gerbe du Parnasse (inspiré duXVIIesiècle)
S'inspirant des bosquets à thèmes inspirés de la mythologie gréco-latine, qui jalonnaient autrefois le domaine de Marly (1684), la Gerbe du Parnasse a servi de modèle au dessin de la pelouse qui, à Fontaine-Henry, fait le lien entre la cour d’honneur, le château et la chapelle. Le choix de ce style vise à établir une correspondance avec la façade de style Classique qui, à l’est a remplacé au début XVIIIe siècle, le dernier mur médiéval de l’antique logis seigneurial.

## Protection
Le château, y compris la terrasse avec le mur de soutènement, ainsi que la chapelle et le puits, en totalité sont classés au titre monument historique par arrêté du 22 novembre 2011.
Ce classement annule celui du 5 avril 1924 portant sur les façades et toitures (sauf le bâtiment moderne d'un étage à droite de la façade est et le mur qui le surmonte).
Le parc du château, qui s'étend sur les communes de Fontaine-Henry, Bény-sur-Mer et Basly, d'une superficie de 72 ha, est un site classé par arrêté du 24 août 1959.